# Louviers
Louviers est une commune française, située dans le département de l'Eure, en région Normandie.
La devise de la ville, concédée par le roi Charles VII en 1441, est « Loviers le Franc ».
Louviers désignait une espèce de drap tissé serré qui était fabriqué à Louviers et qui était recherché pour l'habillement des personnes de qualité, tandis que le drap d'Elbeuf était plus ordinaire.

## Géographie

### Communes limitrophes
| Terres de Bord (comm. dél. de Montaure) | Incarville         | Val-de-Reuil Incarville (enclave) |
| Terres de Bord (comm. dél. de Montaure) | Louviers           | Saint-Pierre-du-Vauvray Vironvay  |
| Surville La Haye-le-Comte               | Le Mesnil-Jourdain | Pinterville                       |

### Hydrographie
La commune est située dans le bassin Seine-Normandie. Elle est drainée par l'Eure et divers de ses  bras , le Ravin du Rouquis, , le cours d'eau 02 de la commune de Louviers, l'Eure, le fossé 01 de la commune de Louviers, le fossé 01 du Ravin de la Vacherie, le Ravin des Fosses et divers autres petits cours d'eau,.
L'Eure, un canal, chenal et cours d'eau naturel non navigable d'une longueur de 229 km, prend sa source dans la commune de Longny les Villages et se jette  dans la Seine à Saint-Pierre-lès-Elbeuf, après avoir traversé 91 communes.Les caractéristiques hydrologiques de l'Eure sont données par la station hydrologique située sur la commune de Louviers. Le débit moyen mensuel est de 24,6 m3/s. Le débit moyen journalier maximum est de 135 m3/s, atteint lors de la crue du 29 mars 2001. Le débit instantané maximal est quant à lui de 137 m3/s, atteint le même jour.
Les sept bras sont ainsi dénommés :
- les bras de Saint-Taurin et du Gril sont parallèles et seulement distants de 2,5 km. Le Bras de la Londe en référence au propriétaire de la rivière à l'époque, le Marquis de La Londe ;
- le bras de Bigars par l'existence de deux moulins proche de la rivière. Propriété de la famille Le Cordier de Bigars au début du XVe siècle ;
- le bras de la Villette proche du château de la Villette rebâti sur les fondations de l'ancien édifice fortifié, le manoir de la Villette et rebaptisé (p. 11)[14], situé au lieu-dit la Haute-Villette ;
- le bras de Saint-Jean proche de l'hôpital construit sur les ruines de l'ancienne église Saint-Jean et le bras de Fécamps.

La présence de nombreux ponts ou leurs vestiges parsèment les rues de la ville, en augmentant le charme.

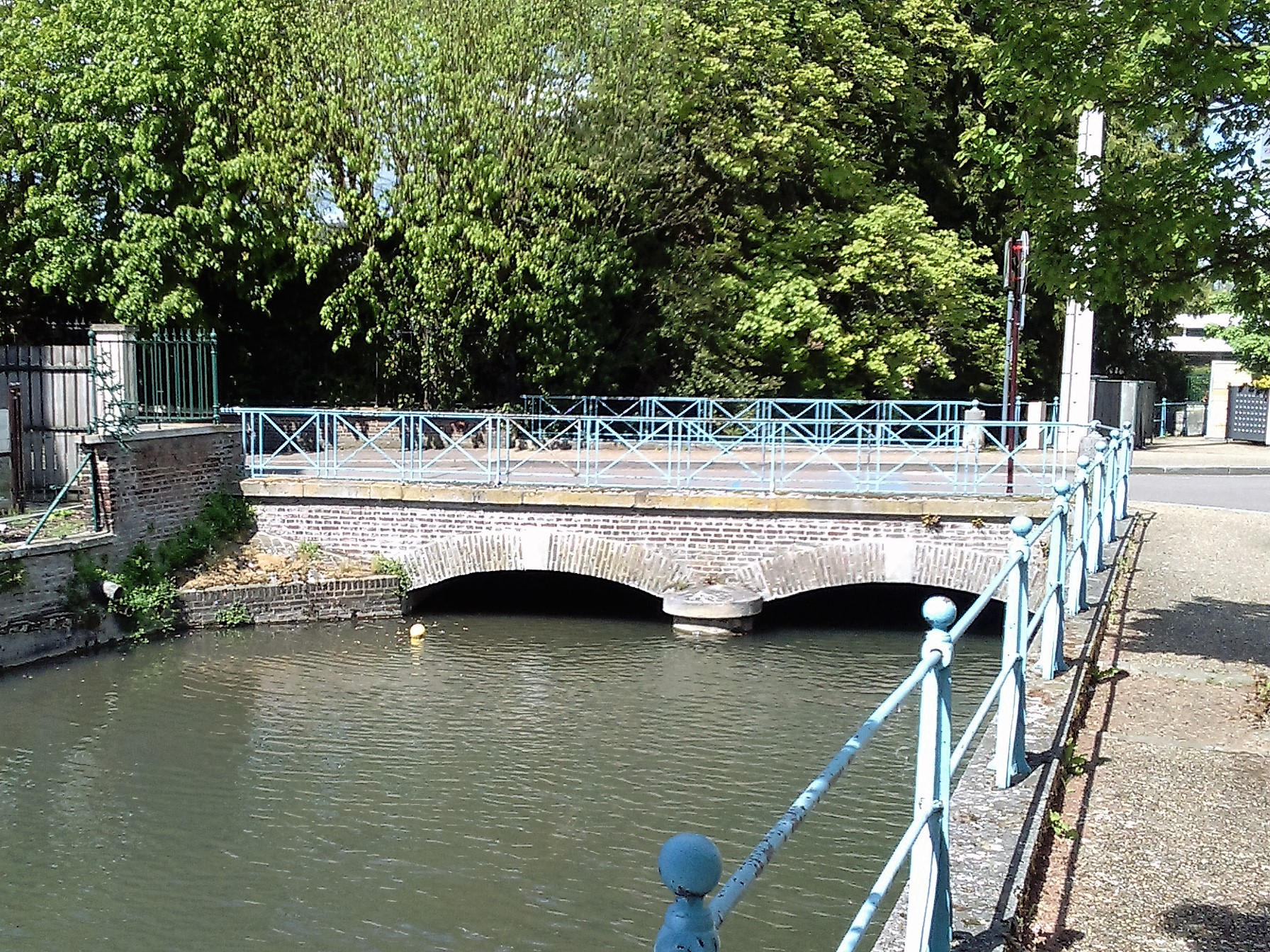
Bras du Gril.
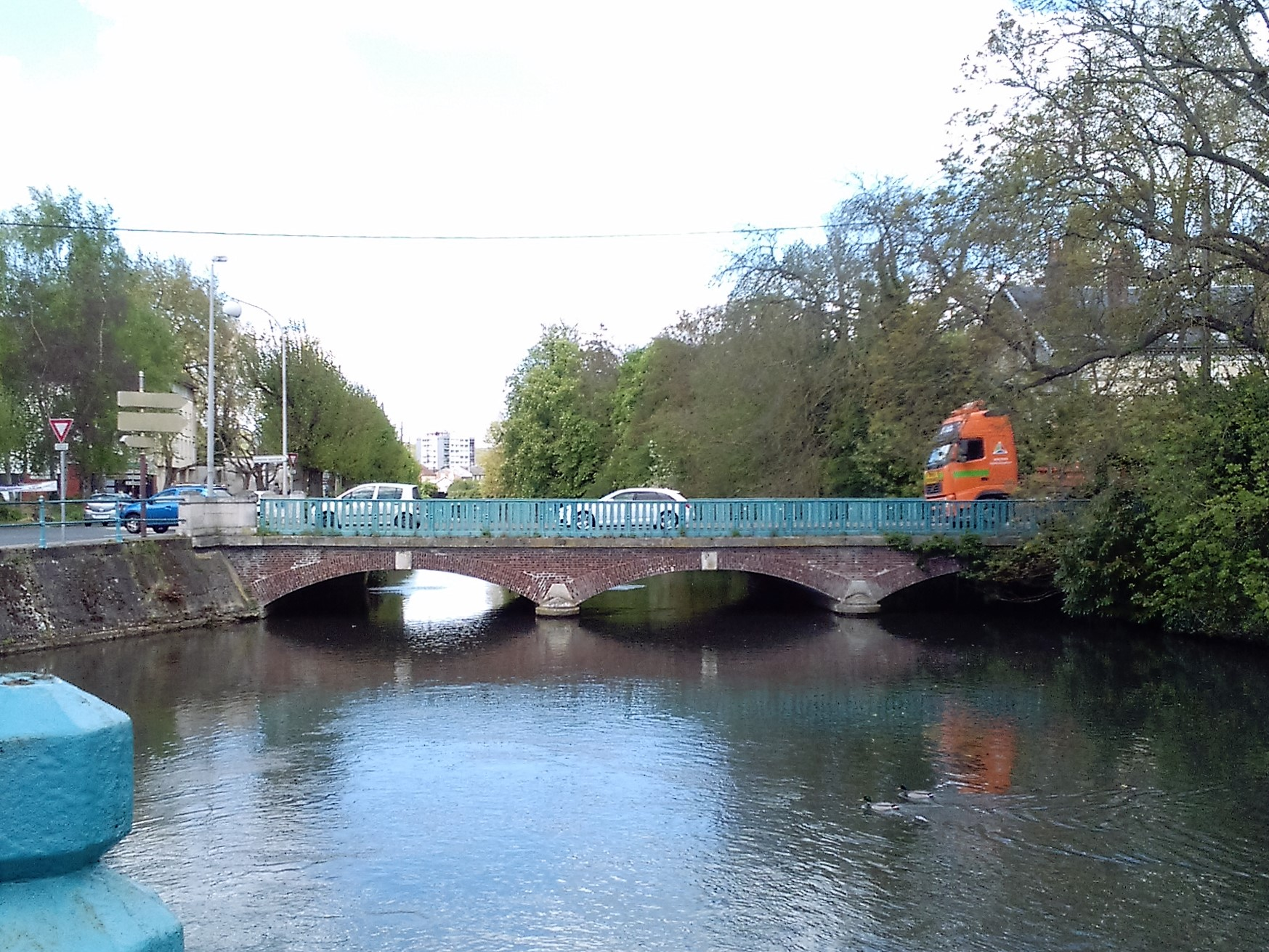
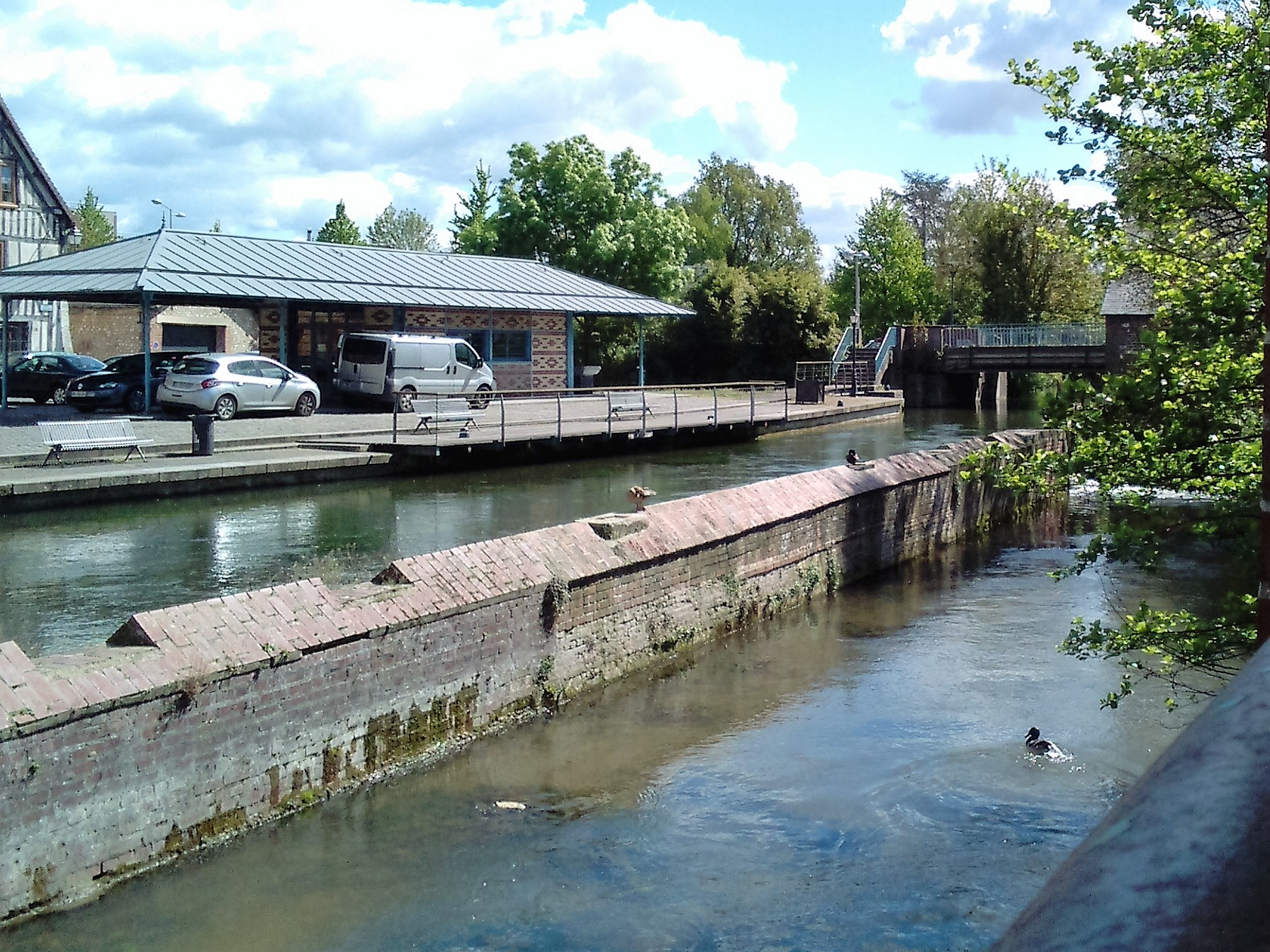
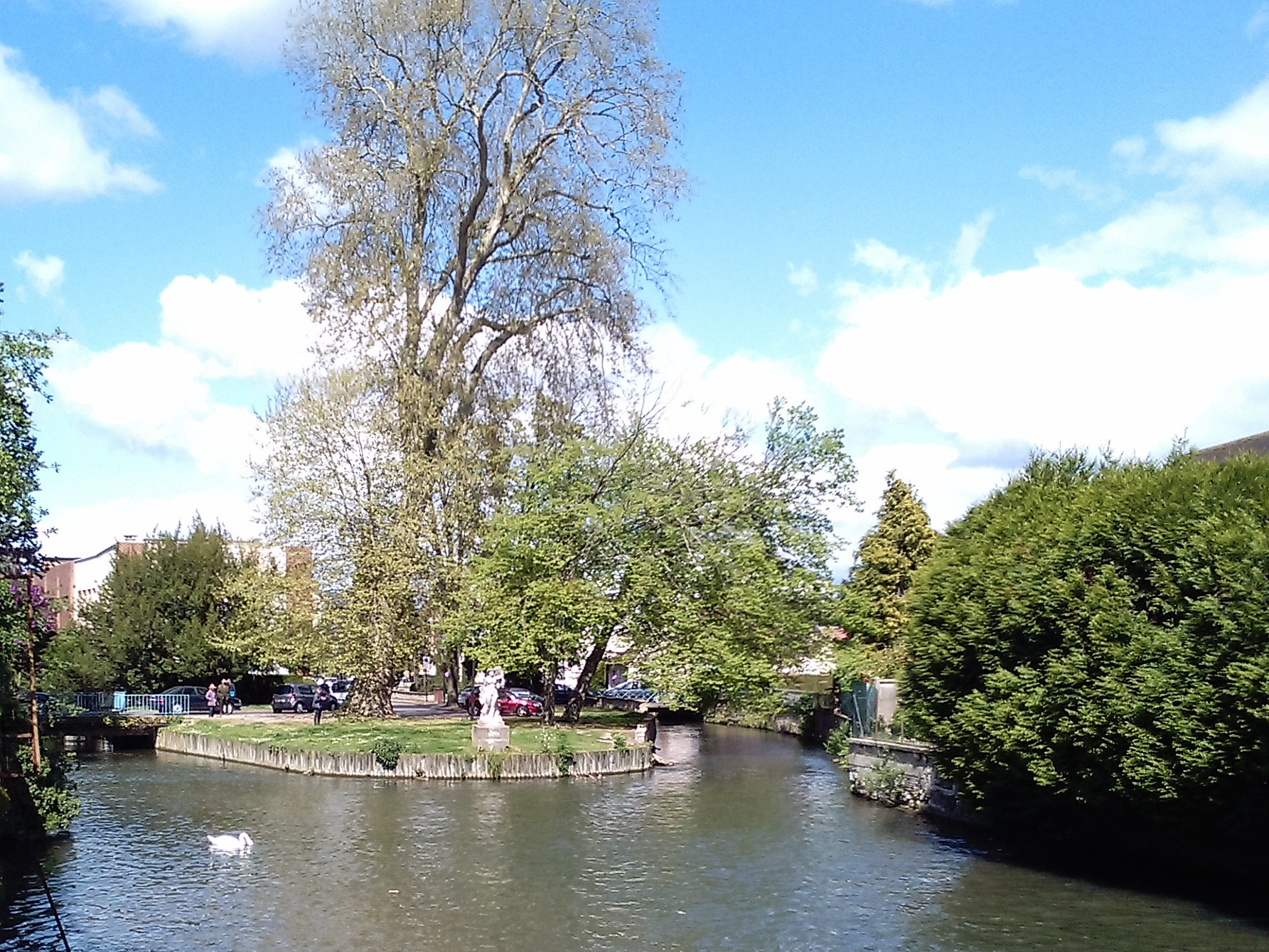
Île La Londe.

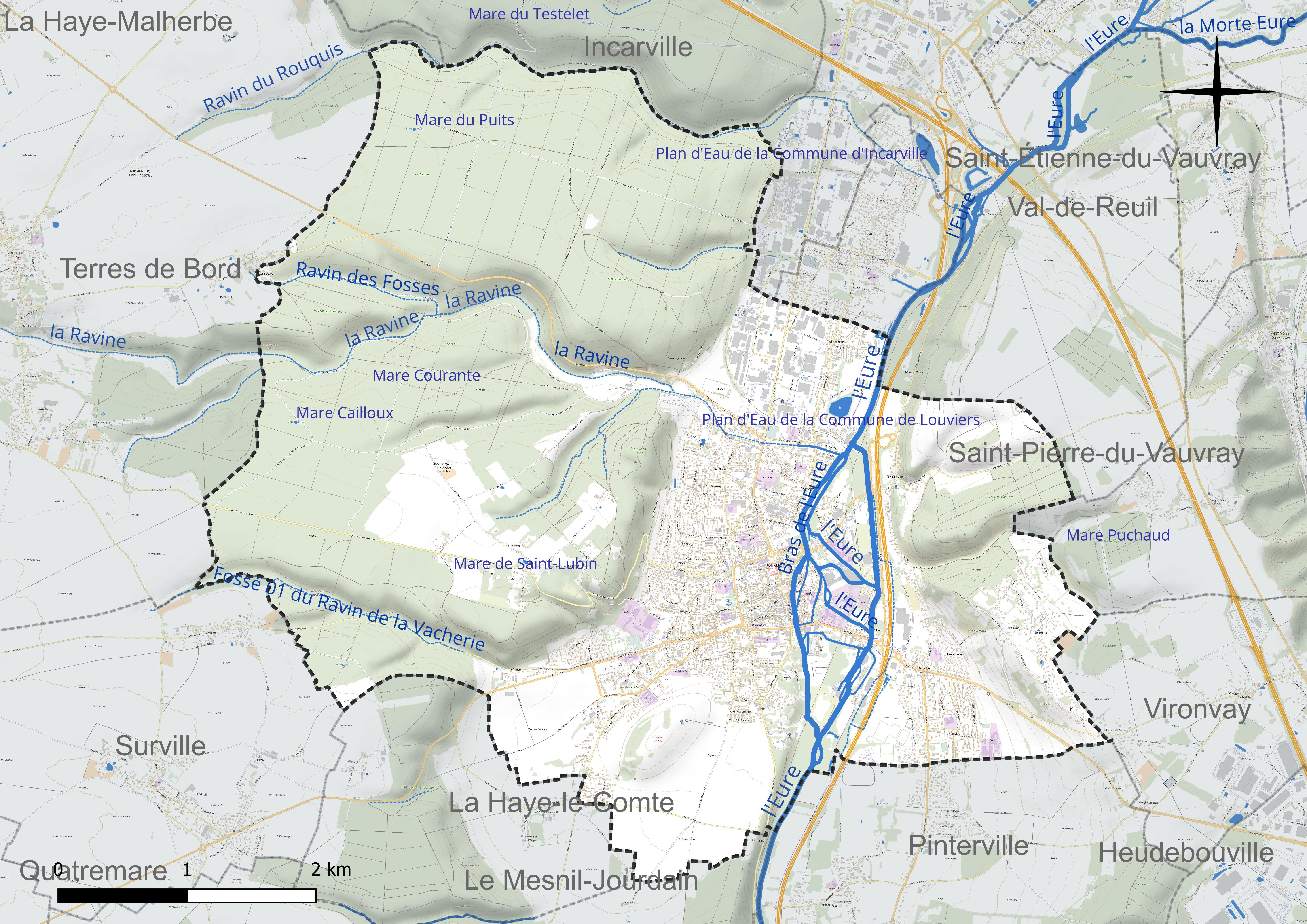
Réseau hydrographique de Louviers.

Six plans d'eau complètent le réseau hydrographique : la mare Cailloux (0 ha), la mare Courante (0,1 ha), la mare de Saint-Lubin (0,1 ha), la mare des Fiefs (0 ha), la mare du Puits (0 ha) et le plan d'eau de la commune de Louviers (2 ha),.

### Climat
Le climat qui caractérise la commune est qualifié, en 2010, de « climat océanique dégradé des plaines du Centre et du Nord », selon la typologie des climats de la France qui compte alors huit grands types de climats en métropole. En 2020, la commune ressort du type « climat océanique altéré » dans la classification établie par Météo-France, qui ne compte désormais, en première approche, que cinq grands types de climats en métropole. Il s’agit d’une zone de transition entre le climat océanique, le climat de montagne et le climat semi-continental. Les écarts de température entre hiver et été augmentent avec l'éloignement de la mer. La pluviométrie est plus faible qu'en bord de mer, sauf aux abords des reliefs.
Les paramètres climatiques qui ont permis d’établir la typologie de 2010 comportent six variables pour les températures et huit pour les précipitations, dont les valeurs correspondent à la normale 1971-2000. Les sept principales variables caractérisant la commune sont présentées dans l'encadré ci-après.
| Paramètres climatiques communaux sur la période 1971-2000 - Moyenne annuelle de température : 11,1 °C - Nombre de jours avec une température inférieure à −5 °C : 3 j - Nombre de jours avec une température supérieure à 30 °C : 4,1 j - Amplitude thermique annuelle : 14,5 °C - Cumuls annuels de précipitation : 710 mm - Nombre de jours de précipitation en janvier : 11,9 j - Nombre de jours de précipitation en juillet : 7,8 j |

Avec le changement climatique, ces variables ont évolué. Une étude réalisée en 2014 par la Direction générale de l'Énergie et du Climat complétée par des études régionales prévoit en effet que la  température moyenne devrait croître et la pluviométrie moyenne baisser, avec toutefois de fortes variations régionales. La station météorologique de Météo-France installée sur la commune et mise en service en 1960 permet de connaître l'évolution des indicateurs météorologiques. Le tableau détaillé pour la période 1981-2010 est présenté ci-après.
| Mois                                  | jan.             | fév.             | mars            | avril           | mai             | juin            | jui.           | août         | sep.            | oct.            | nov.            | déc.            | année      |
| ------------------------------------- | ---------------- | ---------------- | --------------- | --------------- | --------------- | --------------- | -------------- | ------------ | --------------- | --------------- | --------------- | --------------- | ---------- |
| Température minimale moyenne (°C)     | 1,5              | 1,1              | 3,2             | 4,5             | 8,4             | 11,2            | 13,2           | 13,2         | 10,3            | 7,5             | 3,7             | 2               | 6,7        |
| Température moyenne (°C)              | 4,6              | 4,9              | 7,9             | 10,1            | 13,9            | 16,9            | 19,2           | 19,1         | 15,9            | 12,1            | 7,4             | 5               | 11,5       |
| Température maximale moyenne (°C)     | 7,8              | 8,7              | 12,6            | 15,6            | 19,5            | 22,7            | 25             | 25,1         | 21,5            | 16,6            | 11,1            | 8               | 16,2       |
| Record de froid (°C) date du record   | −18,9 08.01.1985 | −13,5 05.02.1963 | −9,5 08.03.1971 | −4,2 24.04.1981 | −2,3 03.05.1981 | 1,1 05.06.1991  | 3,9 22.07.1980 | 2 18.08.1970 | −0,1 27.09.1972 | −5,5 30.10.1997 | −9 24.11.1998   | −12 31.12.1970  | −18,9 1985 |
| Record de chaleur (°C) date du record | 17 27.01.03      | 24 28.02.1960    | 25 17.03.1961   | 28 15.04.07     | 33 27.05.05     | 35,8 27.06.1976 | 40,4 19.07.22  | 40 11.08.03  | 34 04.09.05     | 28,8 01.10.1985 | 20,6 03.11.1994 | 17,3 04.12.1961 | 40,4 2022  |
| Précipitations (mm)                   | 66,4             | 52               | 57,9            | 54,5            | 64,5            | 53,4            | 55,5           | 48,2         | 57,7            | 71,7            | 64,9            | 77,1            | 723,8      |

## Urbanisme

### Typologie
Au 1er janvier 2024, Louviers est catégorisée centre urbain intermédiaire, selon la nouvelle grille communale de densité à 7 niveaux définie par l'Insee en 2022.
Elle appartient à l'unité urbaine de Louviers, une agglomération intra-départementale dont elle est ville-centre,. Par ailleurs la commune fait partie de l'aire d'attraction de Louviers, dont elle est la commune-centre,. Cette aire, qui regroupe 44 communes, est catégorisée dans les aires de 50 000 à moins de 200 000 habitants,.

### Occupation des sols

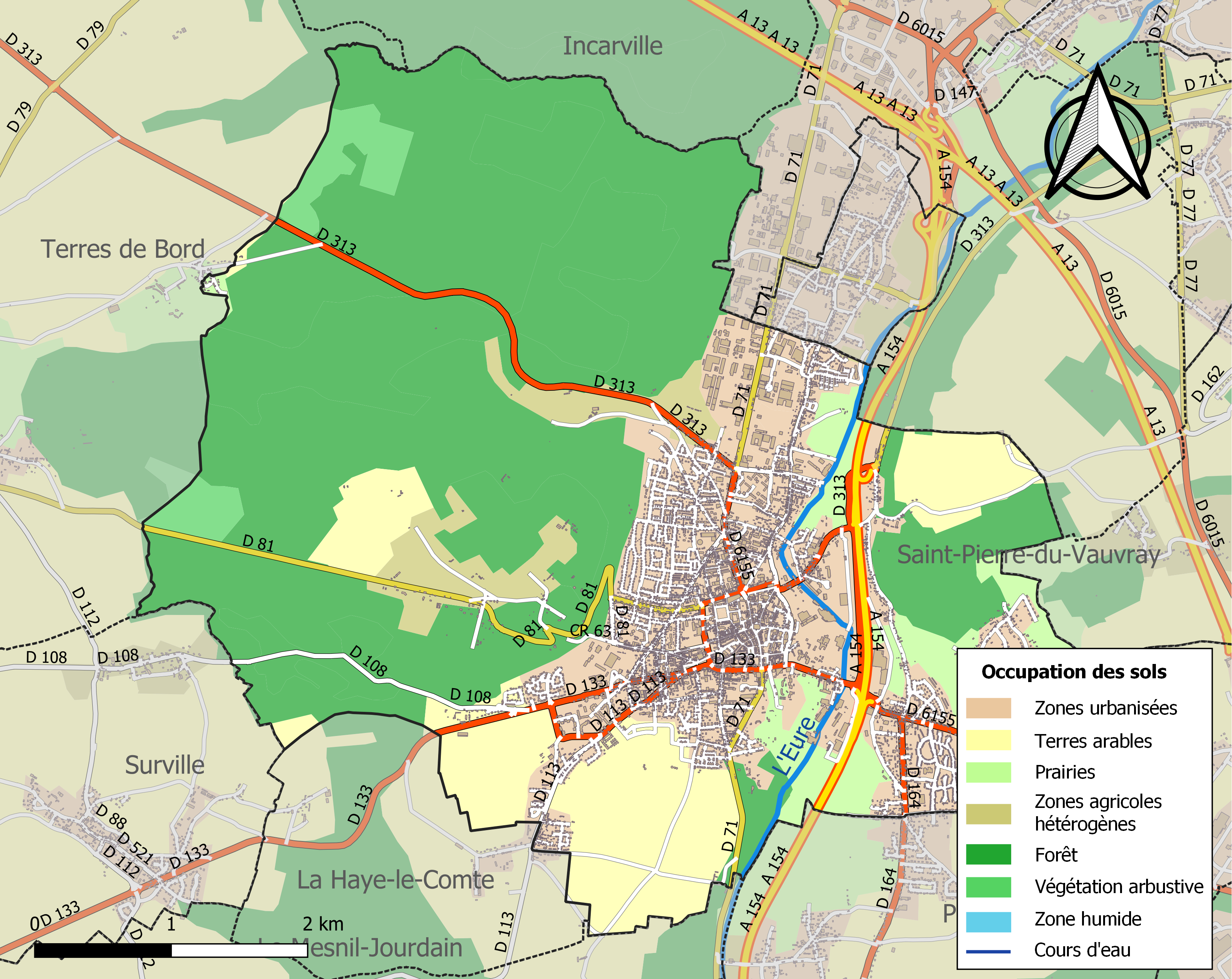
Carte des infrastructures et de l'occupation des sols de la commune en 2018 (CLC).

L'occupation des sols de la commune, telle qu'elle ressort de la base de données européenne d’occupation biophysique des sols Corine Land Cover (CLC), est marquée par l'importance des forêts et milieux semi-naturels (53,6 % en 2018), une proportion identique à celle de 1990 (53,6 %). La répartition détaillée en 2018 est la suivante : 
forêts (51,4 %), zones urbanisées (21,5 %), terres arables (13,1 %), prairies (5,8 %), zones agricoles hétérogènes (4,1 %), milieux à végétation arbustive et/ou herbacée (2,2 %), zones industrielles ou commerciales et réseaux de communication (1,9 %).
L'IGN met par ailleurs à disposition un outil en ligne permettant de comparer l’évolution dans le temps de l’occupation des sols de la commune (ou de territoires à des échelles différentes). Plusieurs époques sont accessibles sous forme de cartes ou photos aériennes : la carte de Cassini (XVIIIe siècle), la carte d'état-major (1820-1866) et la période actuelle (1950 à aujourd'hui).

### Voies de communication et transports

#### Voies routières
Louviers est desservie par les autoroutes A13 (échangeurs 18 et 19) et A154 (échangeurs 1, 2 et 3) et par la RN 154 (Louviers - Évreux).
Les routes départementales entrantes et traversantes de la ville sont les suivantes : RD 71, RD 81, RD 108, RD 113, RD 133, RD 164, RD 313 et RD 6155.

#### Transports urbains
Outre les lignes de desserte entre villes limitrophes de l'initiative du département, le réseau urbain est organisé et exploité en concession de service public par Seine-Eure Mobilité (SEMO), sous compétence de la CASE.
Un mode de transport original pour les écoliers consiste en la mise à disposition de sortes de Rosalies sur des trajets définis. Le dispositif est dénommé S'coolbus.

## Toponymie
Le nom de la localité est attesté sous les formes Locos veteres au IXe siècle (annales de Saint-Bertin) ; Loviers vers 980 (charte de Richard Sans Peur) et en 962-996 (copie XIIIe siècle, Fauroux 5) ; Loveria XIe siècle Lotvers en 1025 (Fauroux 34), Lovers en 1027 (Neustria pia), Lonviers et Loviers en 1195 (charte de Richard Cœur de Lion), Lowiers et Louvers en 1197 (contrat d’échange de Richard Cœur de Lion), Loverii au XIIe siècle (ch. de Guill. de Breteuil), Locvies fin du XIIe siècle (cartulaire du chap. de Rouen), Villa Locoveris en 1198 (verres gravés à Rouen, Brossard de Ruville), Locus Veris en 1208 (cartulaire de Saint-Taurin), Locoverium en 1225 (charte d’Amaury de Meulan), Louviers vers 1260 (charte de saint Louis), Louvers en 1379 (archives de l’Eure), Loviers le Franc en 1441 (lettres patentes de Charles VII), Louvyers en 1562 (lettre missive du comte de Montgommery).
La forme Locos veteres « lieu ancien » ainsi que la poétique transposition Locus veris « lieu du printemps » ne sont pas à retenir, car elles ne correspondent pas aux formes anciennes romanes et de plus, les mots du latin classique vetus, -eris « vieux » et veris « printemps » n'existent pas dans la toponymie normande.
Albert Dauzat et Charles Rostaing, qui ne citent qu'une seule forme ancienne, Loviers, y ont vu un *Luparia « endroit hanté par les loups », du latin lupus avec le suffixe -aria qui explique les toponymes du type La Louvière et Louvières. Cependant, ils excluent a priori la forme Lotvers, difficilement compatible avec cette hypothèse et négligent le fait que la terminaison -iers peut difficilement être issue de -aria, car l'évolution de la finale aurait dû se faire en -ière comme les autres noms de lieux représentant ce type toponymique.
Par contre, on peut rapprocher Louviers d'autres formations en -viers, communes au nord de la France : Reviers (Normandie), Grand-Laviers (Picardie) ou Verviers (Belgique).
-viers est un élément issu du celtique uer- / uar-, thème hydronymique au sens probable d'« eau » ou de « rivière » qui a justement été utilisé comme nom de rivière (cf. la Vire, la Vière ou le Var), ainsi que dans le composé Varinna > Varenne, commun en France et le nom du peuple celtique Trévires (Trèves) « les passeurs » de trē-uer-o (cf. vieil irlandais treóir « passage ou lieu de passage d'un cours d'eau »).
Le premier élément Lot- ou Loc- est sans doute prélatin mais d'analyse incertaine.
Par ailleurs, le nom de la ville est connu à travers une chanson traditionnelle Sur la route de Louviers.

## Histoire

### Préhistoire
Sur le territoire de Louviers ont été découvertes des pierres taillées de l'époque paléolithique dont quelques-unes ont été placées dans le musée de la ville, auprès de fragments d'une défense de mammouth trouvée non loin du cimetière. De même, le menhir de la Basse Crémonville, le tombeau néolithique qui en était proche, des armes, vases, outils de pierre ou de bronze recueillis sur le territoire de la ville et de ses alentours témoignent de la présence humaine aux différentes époques de la préhistoire.

### Époques gauloise et gallo-romaine
Peu d'éléments remontant à l'époque gauloise ont été retrouvés à Louviers : une sépulture celtique trouvée en 1863 contre le mur de l'église Notre-Dame, et quelques pièces de monnaie gauloises. L'hypothèse d'un village fortifié gaulois a été formulée mais n'a pas été prouvée.
Le Louviers gallo-romain est en revanche mieux connu. Il était peu important car ne figurait pas sur l'Itinéraire d'Antonin, ni dans la table de Peutinger. Le berceau de Louviers à l'époque gallo-romaine fut probablement sur la colline du Châtel,.

### Moyen Âge

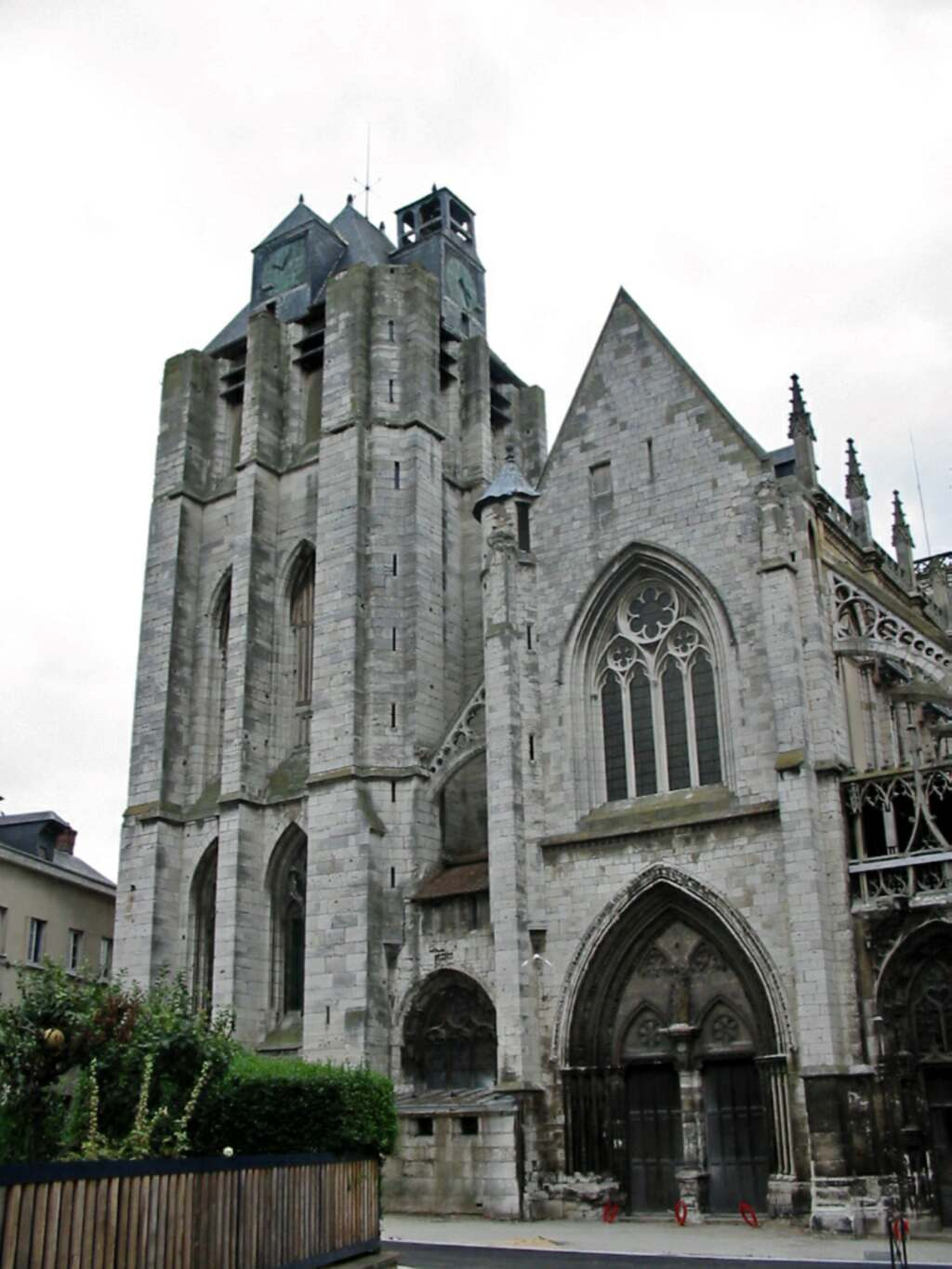
Façade occidentale de Notre-Dame.
- La tour-beffroi à gauche.

Sous les Mérovingiens, Louviers eut au moins deux cimetières, mais ce n'est qu'à partir du IXe siècle que l'on peut dater certains événements historiques.
Le roi Charles II, père du futur Louis II, arrange le 10 février 856, les fiançailles de son fils avec une fille d'Erispoë, roi de Bretagne, qui lui concède alors le duché du Mans. Déplaisant énormément aux vassaux bretons, cet arrangement est peut-être une des raisons du mécontentement et du complot qui entraînent la mort du roi breton l'année suivante.
Richard Ier, duc de Normandie, cède en 965, « les églises de Louviers et Pinterville, les pêcheries des moulins de Louviers et quarante sols de rente sur ces moulins » à l'abbaye Saint-Taurin qu'il vient de fonder à Évreux. C'est la première fois, à la fin de l'époque carolingienne, qu'apparaît le nom de Louviers dans un acte officiel. Cette donation est confirmée par Richard II en 1026.
Les « moulins du roi » brûlent en 1184 puis sont reconstruits. En 1195, Richard Cœur de Lion confirme la charte de ses prédécesseurs.
En 1196, Philippe Auguste et Richard Cœur de Lion signent la trêve de Louviers, ratification de la paix d'Issoudun. L'année suivante en 1197, Richard Cœur de Lion remet Louviers à Gautier de Coutances l'archevêque de Rouen, afin de recevoir de ce dernier Andeli et de pouvoir édifier Château-Gaillard. À partir de cette date et jusqu'à la Révolution française, les archevêques de Rouen furent comtes de Louviers.
Au cours des premières années du XIIIe siècle est édifiée l'église Notre-Dame. Dès 1240, elle est terminée dans ses parties essentielles : chœur, nef et transept surmonté d'une tour-lanterne.
Jusqu'au milieu du XIVe siècle, la prospérité de la ville ne cesse de croître grâce à l'industrie drapière et il est possible que sa population dépasse alors les dix mille habitants. Témoigne de cette richesse la construction d'un manoir épiscopal sur le Châtel, de maisons de bois et de torchis mais aussi de demeures en pierre pour les maîtres drapiers et marchands riches.
Le 8 août 1346, lors de la chevauchée d'Édouard III puis en 1356, la ville est prise et pillée. Elle est occupée pendant quatre ans jusqu'en 1360. Le 16 mai de cette année, le Prince noir prononce solennellement, au nom de son père Édouard III, la ratification du traité qui, en échange du quart du royaume de France, rend la liberté à Jean II le Bon, fait prisonnier à Poitiers. En 1364, les Lovériens demandent à Charles V l'autorisation de fortifier les remparts,. De 1379 à 1385, l'église est réparée. Les voûtes de la nef sont surélevées et on érige sur le clocher une flèche de cinquante mètres qui, pendant trois siècles, sera sujet d'admiration. Le 12 juillet 1380, le connétable de la garnison, inspectant les murailles vers minuit, trouve un guetteur endormi et, de colère, lui heurte violemment la tête contre une guérite de bois et le tue.
En 1409, les Lovériens reprennent les fortifications, négligées après les victoires de Bertrand Du Guesclin contre les Anglais et entreprennent d'édifier au flanc de leur église une tour-beffroi dont le style est plus militaire que religieux. En 1418, la ville est assiégée par Henri V. La lutte est farouche et la répression sans pitié. La ville capitule le 23 juin 1418 au bout de vingt-six jours (quinze selon les sources anglaises). Les canonniers normands sont pendus et 120 bourgeois passés au fil de l'épée et les autres n'obtiennent la vie sauve que contre le versement d'une forte rançon de (15 000 écus). Il s'ensuit une occupation de onze ans. En 1429, au mois de décembre, La Hire, compagnon de Jeanne d'Arc, reprend la ville. Les Anglais, ne pouvant accepter ce fait, investissent la ville en mai 1431 avec douze mille hommes. Le nouveau siège dure près de six mois. La ville capitule le 22 octobre après avoir perdu la plus grande partie de ses défenseurs. Après avoir promis des conditions honorables aux survivants, les Anglais rasent la ville. En 1440, la ville est à nouveau libérée et les habitants peuvent la reconstruire. Les Anglais tenteront une dernière fois de prendre la ville en 1441. Cette même année, Charles VII, par une charte datée de Lusignan, exempte les Lovériens à perpétuité de la plupart des impôts royaux, notamment la taille, le plus lourd de tous. La ville reçoit, incorporée dans ses armoiries le titre de « Loviers le Franc » et les habitants obtiennent le droit de porter la lettre L couronnée « en broderie, orfèvrerie et ainsi qu'il leur plaira ». Dans les années 1440, partent de Louviers, où Charles VII établit un temps son quartier général, de nouvelles attaques pour la plupart réussies et qui contribueront à la libération de la Normandie.
Au XVe siècle, l'industrie du drap dans la ville de Louviers conservait la protection de Louis XI, tout comme d'autres villes normandes.

### Renaissance
- En 1506, le portail du midi fut aménagé en style gothique flamboyant. À peu près à la même époque, la tour-lanterne fut remaniée[55]. Sous l'autorité du cardinal d'Amboise, archevêque de Rouen et premier ministre de Louis XII, on achève les fortifications de la ville et on envisage un temps de construire un château épiscopal, finalement réalisé à Gaillon.
- En 1562, Rouen étant tombée entre les mains des protestants, le parlement de Normandie fut transféré sur l'ordre du roi Charles IX à Louviers[56]. Il y siégea du 5 août au 28 octobre.
- En 1591, après les victoires d'Arques et Ivry, le lieutenant d'Henri IV, le maréchal de Biron se présenta devant Louviers le 6 juin et s'empara de la ville après un combat bref et violent, ce qui permit au roi de faire son entrée[57].
- En 1594, après la reddition de Rouen à Henri IV, Sully passa une nuit à Louviers à l'hôtel du Pilier-Vert[58] qui se trouvait sur la place de la Halle[59] et dont il a parlé dans ses Mémoires[60].

### XVIIeetXVIIIesiècles
Au XVIIe siècle, des épidémies de peste frappèrent la ville (1619, 1620, 1624, 1648, 1694) faisant de nombreuses victimes.
- Le 16 juin 1616, les bourgeois acceptent le principe de la fondation hospitalière du couvent saint-Louis.
- En 1620, les franchises accordées par Charles VII sont supprimées par Louis XIII.
- Entre 1643 et 1647, l'affaire des possessions de Louviers agite la ville.
- En 1681, l'administration royale installa à Louviers une manufacture[Note 15],[62] Dirigée pendant plus de cinquante ans par François Le Camus, elle redonna à la ville une certaine prospérité à son activité drapière. Mais Louviers, bien que spécialisé dans les draps de très haute qualité, se voit concurrencer par la besogneuse Elbeuf.

Au XVIIIe siècle, de nombreux fléaux naturels touchèrent la ville : de terribles hivers (1709, 1740, 1776) ; la grande tempête de 1705 ; des inondations (1740, 1776, 1784) ; de grands incendies (1782, 1783).
- En 1707, l'établissement de l'impôt du tarif, consistant en le rachat global de la taille par le produit d'autres redevances, essentiellement celles de l'octroi, théoriquement payées par tous, fut accueilli par des démonstrations de joie[63].
- En 1709, un loup enragé pénétra dans la ville, mordit quinze personnes dont cinq succombèrent[64].
- En 1785, une première usine possédant des mécaniques fut installée à Louviers, c'est-à-dire des métiers à filer le coton selon les nouvelles méthodes anglaises[64].

### De 1789 à 1945
Modérés dans leurs cahiers de doléance, royalistes constitutionnels au temps des deux premières assemblées révolutionnaires, Girondins au début de la Convention, Thermidoriens après l'exécution de Robespierre, les Lovériens firent preuve pendant la Révolution française de modération et suivirent les courants de pensée et d'action qui entraînèrent le pays.
Le maintien de la disette sous la Révolution et le fait qu'elle ait empiré sous le Directoire favorisa le ralliement au gouvernement fort et la constitution consulaire fut acceptée à l'unanimité des votants. Le Premier consul visita Louviers le 30 octobre 1802. Il y revint le 1er juin 1810 avec son épouse Marie-Louise et en profita pour visiter les usines de la ville. La ville fut occupée par les Prussiens en 1815.
Les règlements de Colbert ayant conduit les fabricants lovériens à se spécialiser dans les draps d'extrême finesse, d'une part, et la Révolution se montrant peu favorable à la confection et à la vente d'étoffes de luxe, d'autre part, il s'ensuit une crise aiguë dans l'industrie de la ville. Le recours à des procédés nouveaux et l'action d'hommes énergiques dont Guillaume Petit, maire, député et historien de Louviers, permit de maintenir la qualité tout en abaissant les prix. On assista alors à une véritable renaissance de la vieille activité et à une prospérité retrouvée, prospérité qui s'est maintenue jusqu'au milieu du XXe siècle. Ce fut l'époque où Louviers compta le plus d'entreprises et d'ateliers.
Cette nouvelle prospérité se refléta dans de multiples travaux.
- sous la Restauration : suppression des anciens remparts, remplacés par des boulevards plantés ;

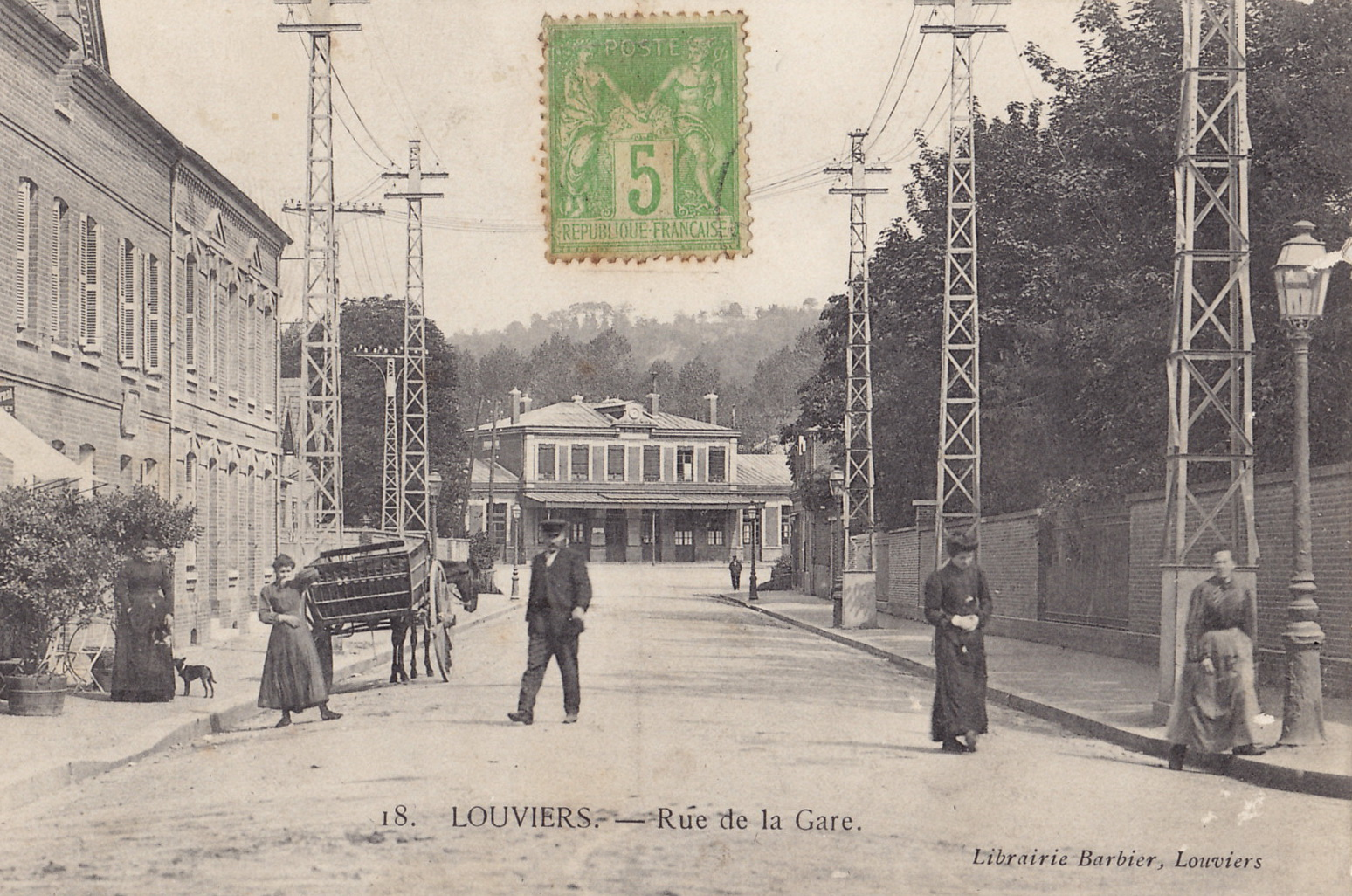
La gare, dans les années 1920.
La ville était desservie, de 1872 à 1950, par la ligne de Saint-Georges-Motel à Grand-Quevilly, qui permettait de relier Rouen à Orléans.

- sous la monarchie de Juillet : création de la bibliothèque, de la caisse d'épargne[70], de la première véritable école publique de garçons[71] et restauration de Notre-Dame ;
- sous le Second Empire : ouverture et pavage des rues, amélioration des écoles, du port, des ponts, de l'éclairage ; importants travaux à l'hôtel de ville et à l'hospice ; inauguration de la gare de chemin de fer.

Les deux révolutions de 1830 et 1848 passèrent presque inaperçues à Louviers.
En 1870, la guerre avec la Prusse fit 16 morts, 13 blessés et 23 prisonniers. La ville fut évacuée au début de mars 1871 puis la vie reprit son cours normal sous la Troisième République. En 1885 fut créée l'école primaire supérieure (devenue collège puis lycée). En 1899, l'électricité éclaira les rues de Louviers. Un théâtre municipal, un musée et diverses sociétés, savantes, sportives, musicales, mutualistes s'épanouirent avant la Première Guerre mondiale.
En juin 1940, Louviers a terriblement souffert de bombardements liés à la bataille de France. La ville compta des groupes de résistants dont plusieurs furent arrêtés et déportés. Le 25 août 1944, les Américains puis les Britanniques libérèrent la ville après quelques bombardements. Le 8 octobre 1944, Louviers reçut la visite du général de Gaulle et, le 26 juin 1949, la ville fut décorée de la croix de guerre.

### Histoire récente

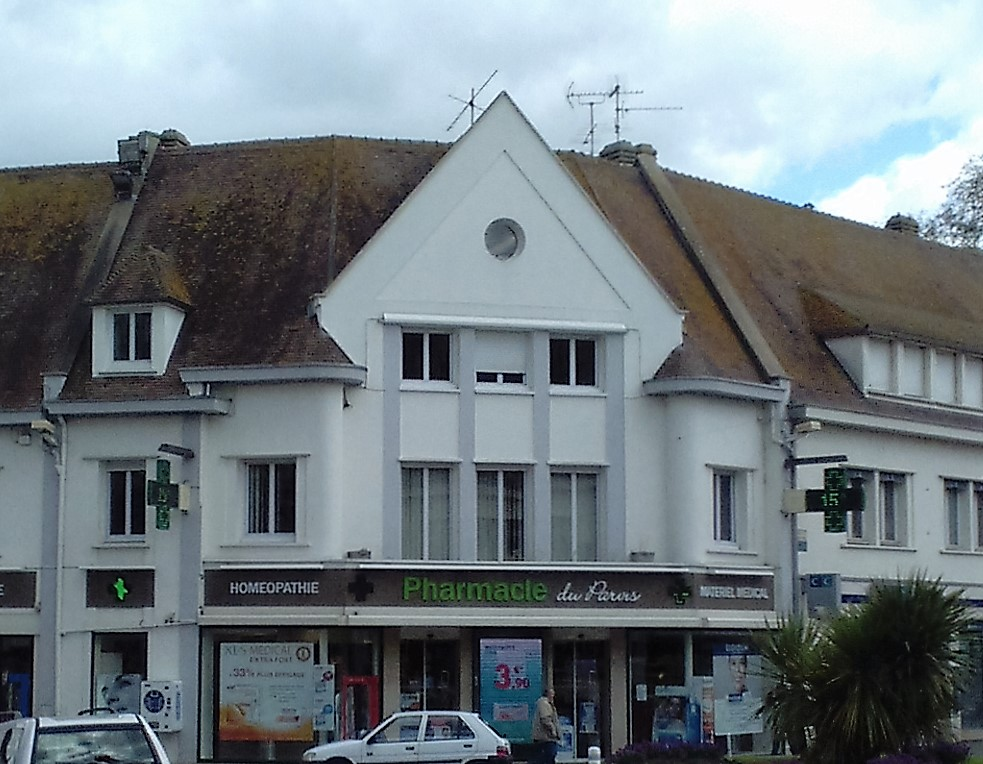
Le centre-ville d'après la reconstruction.

L'après-guerre fut marquée par la reconstruction de la ville et la création de nouveaux quartiers : Saint-Lubin, Saint-Germain, la Roquette, la Côte de Paris, Saint-Jean.
Ville ouvrière marquée par l'héritage de Pierre Mendès France, Louviers a connu une histoire politique singulière dans la deuxième partie du XXe siècle. Une effervescence politique se traduisit par l'accès à la magistrature municipale, en mars 1965, du Dr Ernest Martin, étiqueté divers gauche mais réunissant dans son sillage une extrême gauche anti-autoritaire, avec une liste autogestionnaire allant du PSU aux anarchistes. Les événements de Mai 68 eurent un retentissement particulier à Louviers, avec la mise en place d'un fonctionnement auto-gestionnaire, avec comités de quartier, politique culturelle avant-gardiste, etc.
Rémy Montagne gagna les élections municipales en 1969. Puis, en 1971, avec Édouard Thiers pendant six ans, les débats municipaux furent houleux. En mars 1977, Henri Fromentin prit les rênes de la commune pour remettre en selle le programme révolutionnaire du docteur Martin. Cet épisode mouvementé de la vie locale aura un retentissement national.
Dans les dernières décennies du XXe siècle, le contexte de désindustrialisation conduit à la fermeture de nombreuses industries à Louviers (filatures, piles Wonder, disques Polygram, etc.). Parallèlement s'installe une nouvelle activité, les centres de stockage logistiques de grandes entreprises, pour alimenter des magasins et, plus récemment, pour soutenir l'essor du commerce en ligne.

## Politique et administration

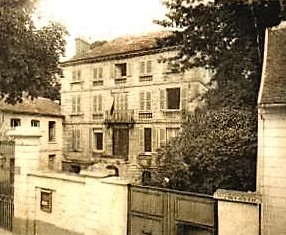
Ancien hôtel Graveron,
hôtel de la sous-préfecture.

La ville a été chef-lieu de district entre 1790 et 1795, et chef-lieu d'arrondissement de 1800 à 1926.
En 1982, le canton de Louviers est scindé en deux cantons Nord et Sud. Un nouveau canton de Louviers est créé en 2015.

### Politique de développement durable
La ville a engagé une politique de développement durable en lançant une démarche d'Agenda 21 en 2010.
En 2017, la commune a été labellisée « 3 fleurs » par le Conseil national de villes et villages fleuris de France.

## Démographie

### Évolution démographique
L'évolution du nombre d'habitants est connue à travers les recensements de la population effectués dans la commune depuis 1793. Pour les communes de plus de 10 000 habitants les recensements ont lieu chaque année à la suite d'une enquête par sondage auprès d'un échantillon d'adresses représentant 8 % de leurs logements, contrairement aux autres communes qui ont un recensement réel tous les cinq ans,.

En 2022, la commune comptait 18 347 habitants, en évolution de −4,34 % par rapport à 2016 (Eure : −0,25 %, France hors Mayotte : +2,11 %).
| 1793  | 1800  | 1806  | 1821  | 1831  | 1836  | 1841  | 1846   | 1851   |
| ----- | ----- | ----- | ----- | ----- | ----- | ----- | ------ | ------ |
| 9 520 | 6 819 | 8 472 | 9 892 | 9 885 | 9 927 | 9 998 | 10 295 | 10 577 |

| 1856   | 1861   | 1866   | 1872   | 1876   | 1881   | 1886   | 1891  | 1896   |
| ------ | ------ | ------ | ------ | ------ | ------ | ------ | ----- | ------ |
| 10 611 | 10 841 | 11 707 | 11 360 | 10 973 | 10 753 | 10 553 | 9 979 | 10 199 |

| 1901   | 1906   | 1911   | 1921   | 1926   | 1931   | 1936   | 1946  | 1954   |
| ------ | ------ | ------ | ------ | ------ | ------ | ------ | ----- | ------ |
| 10 219 | 10 302 | 10 209 | 10 345 | 10 340 | 10 357 | 10 239 | 9 624 | 10 746 |

| 1962   | 1968   | 1975   | 1982   | 1990   | 1999   | 2006   | 2011   | 2016   |
| ------ | ------ | ------ | ------ | ------ | ------ | ------ | ------ | ------ |
| 13 160 | 15 326 | 18 333 | 19 000 | 18 658 | 18 328 | 18 259 | 17 697 | 19 180 |

| 2021   | 2022   | - | - | - | - | - | - | - |
| ------ | ------ | - | - | - | - | - | - | - |
| 18 350 | 18 347 | - | - | - | - | - | - | - |

- la population de l'aire urbaine de Louviers est de 50 431 habitants (2015).
- la population de l'unité urbaine de Louviers est de 45 522 habitants (2015).

### Pyramide des âges
La population de la commune est relativement jeune.
En 2018, le taux de personnes d'un âge inférieur à 30 ans s'élève à 38,4 %, soit au-dessus de la moyenne départementale (35,2 %). À l'inverse, le taux de personnes d'âge supérieur à 60 ans est de 24,1 % la même année, alors qu'il est de 25,5 % au niveau départemental.
En 2018, la commune comptait 8 620 hommes pour 9 728 femmes, soit un taux de 53,02 % de femmes, légèrement supérieur au taux départemental (51,26 %).
Les pyramides des âges de la commune et du département s'établissent comme suit.
| Hommes | Classe d’âge | Femmes |
| ------ | ------------ | ------ |
| 0,6    | 90 ou +      | 2,4    |
| 6,2    | 75-89 ans    | 9,9    |
| 13,1   | 60-74 ans    | 15,5   |
| 19,0   | 45-59 ans    | 17,6   |
| 19,9   | 30-44 ans    | 18,8   |
| 21,0   | 15-29 ans    | 17,4   |
| 20,3   | 0-14 ans     | 18,4   |

| Hommes | Classe d’âge | Femmes |
| ------ | ------------ | ------ |
| 0,6    | 90 ou +      | 1,6    |
| 6,4    | 75-89 ans    | 8,8    |
| 17,3   | 60-74 ans    | 18,1   |
| 20,7   | 45-59 ans    | 20     |
| 18,8   | 30-44 ans    | 18,6   |
| 16,3   | 15-29 ans    | 14,5   |
| 20     | 0-14 ans     | 18,3   |

## Économie
Des implantations wisigothiques du VIIIe siècle ont été découvertes grâce à l'archéologie préventive en centre-ville et au bord de l'Eure. L'habitat est donc fort ancien du fait de ses fortifications naturelles consistant en sept bras de l'Eure, le plus étroit de ceux-ci mesurant moins d'un mètre.
Jusqu'au XVIIIe siècle, ce sont les tanneurs qui font la richesse de la ville. Les greniers aérés par des ouvertures en anse de paniers témoignent de cette activité dans nombre de maisons. En parallèle, la culture du lin, fréquente dans la région, conduit à une architecture particulière : celles des ateliers familiaux de tissage de la batiste. Pour faire entrer le métier, les maisons peuvent avoir des plafonds de plus de quatre mètres de haut.
À partir du XVIIIe siècle, avec l'importation de la laine des moutons d'Angleterre, c'est le tissage du drap de laine (draps royaux) qui enrichit la ville. La plus ancienne usine (établissement industriel se différenciant des ateliers familiaux) a laissé une friche en centre-ville restaurée en bourse du travail[Où ?].
Dans la deuxième partie du XXe siècle, Louviers est surnommée capitale du microsillon avec la présence de l'usine de fabrication des disques Philips.

## Culture locale et patrimoine

### Lieux et monuments
Le patrimoine bâti lovérien a fortement souffert des destructions de la Seconde Guerre mondiale. Malgré tout, certaines maisons ont subsisté, notamment un hôtel particulier[Où ?] du XVIIIe siècle où Napoléon III a passé quelque temps.

#### Patrimoine religieux
- Église Notre-Dame du XIe au XIIIe siècle, classée monument historique depuis 1846[91]. Le diocèse catholique d'Évreux en est l'affectataire par l'intermédiaire de la paroisse « Père Laval - Louviers - Boucle de Seine » qui dessert cette église.
- Couvent des Pénitents (ancien) : ruines d'un couvent franciscain puis dominicain, le seul cloître sur l'eau d'Europe, inscrit au titre des monuments historiques depuis 1994[92]. Le couvent possédait le prieuré de Saint-Barbe au Mesnil-Jourdain[93].
- Prieuré Saint-Lubin de l'Épine (ancien), du XVIe siècle, inscrit au titre des monuments historiques depuis 1935[94],[95],[96].
- Église Saint-Germain, du XIVe siècle[97], dans son enclos où se trouve une croix de cimetière du XVIe siècle[98]. Le diocèse catholique d'Évreux en est l'affectataire par l'intermédiaire de la paroisse « Père Laval - Louviers - Boucle de Seine » qui dessert cette église.
- Couvent Saint-Louis-Sainte-Élisabeth[99], détruit.

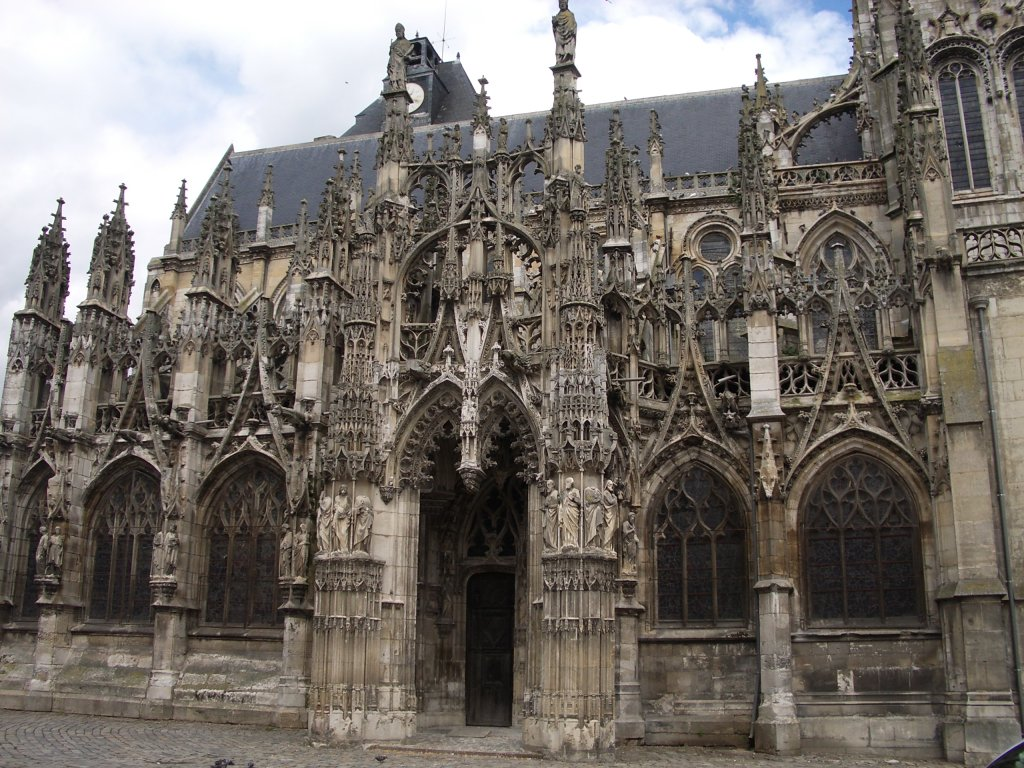
Église Notre-Dame.
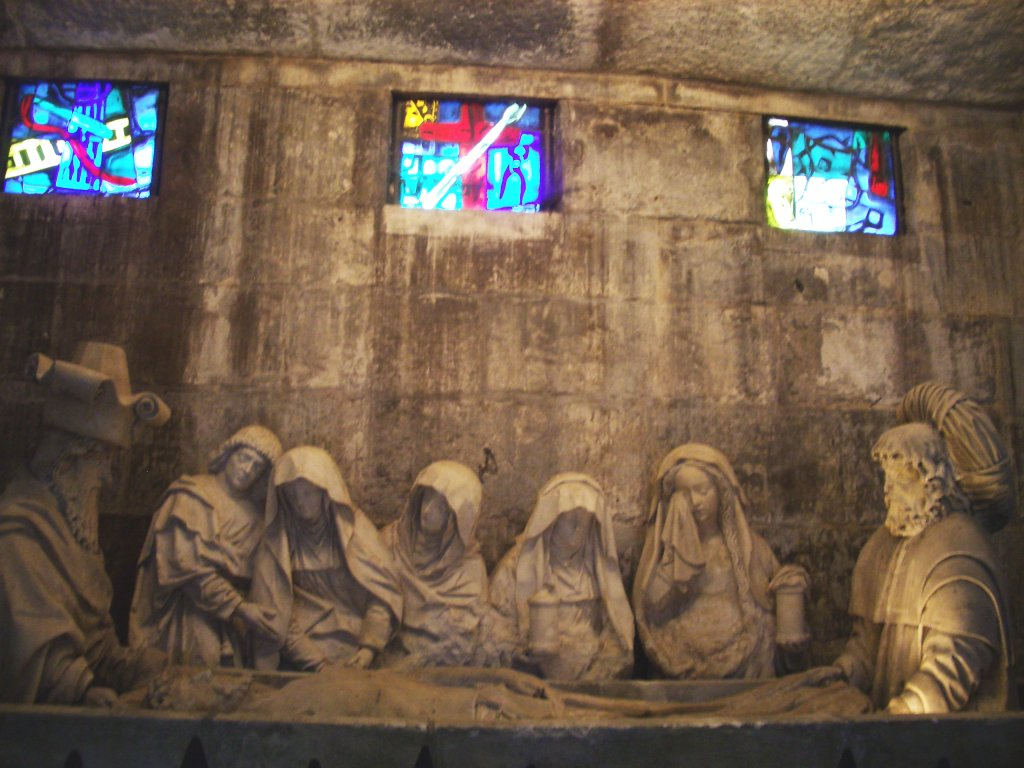
Mise au tombeau (XVe siècle), église Notre-Dame.
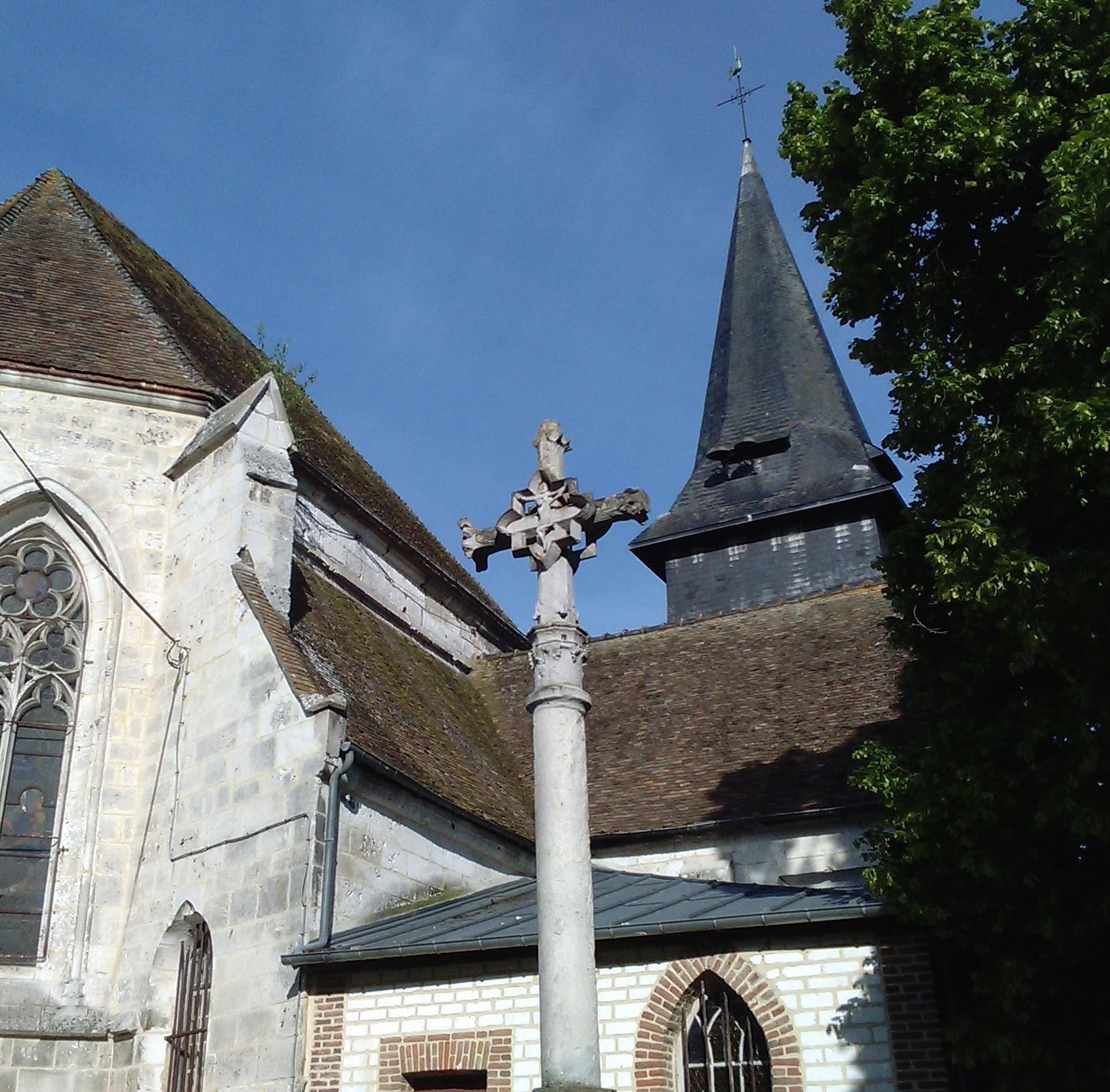
Croix monumentale dans l'enclos de l'église Saint-Germain.
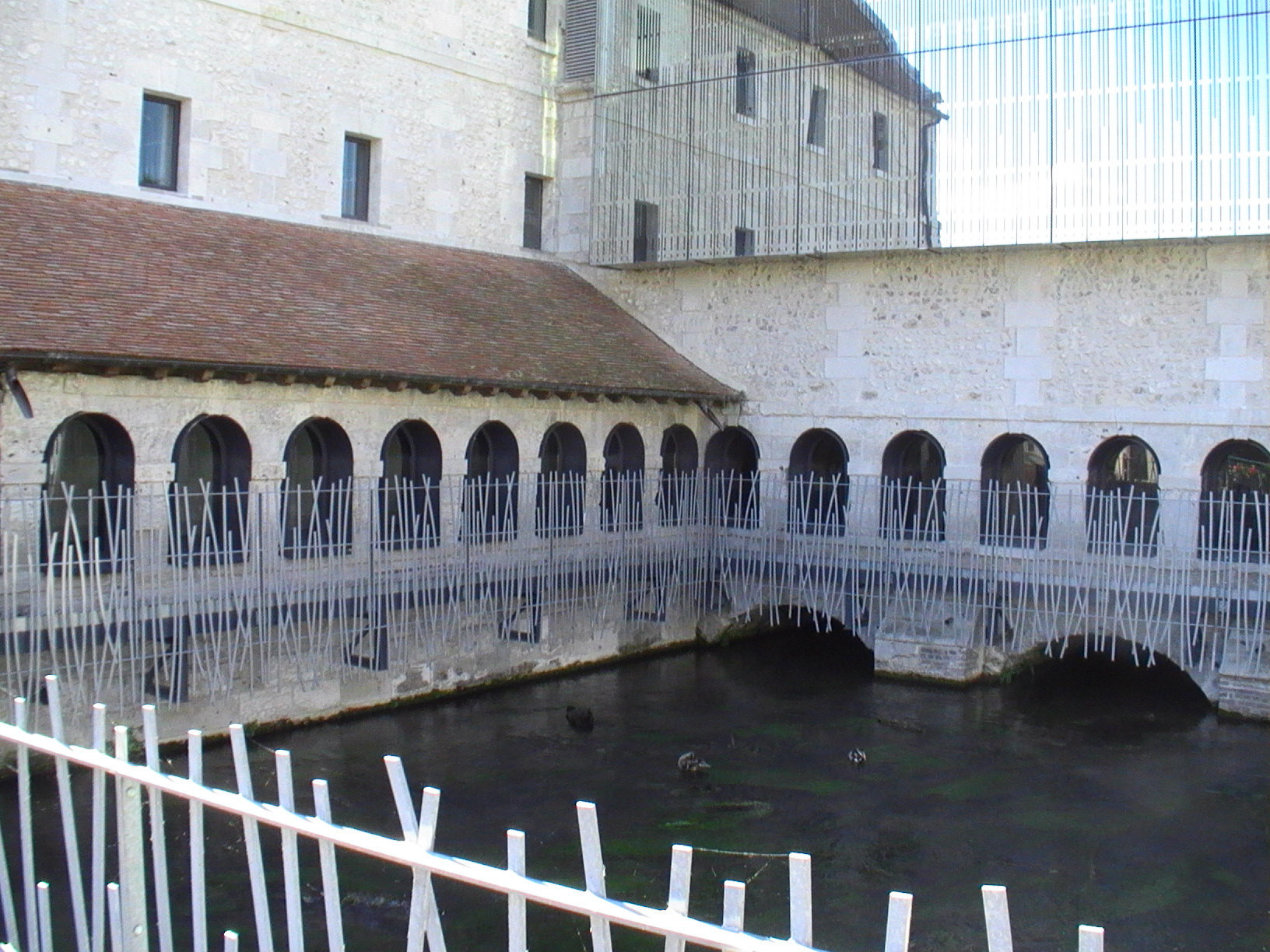
Cloître du couvent des Pénitents en 2017.

#### Patrimoine civil
- Palais de justice, Georges Gossart architecte, inauguré en 1896[100], abrite le conseil de Prud'hommes ;
- Maison du Parlement[101], XVIe siècle, où, en 1562, se réfugia le parlement de Normandie (chassé de son siège de Rouen) durant les guerres de Religion ;
- Maison à pans de bois, 41 rue aux Huiliers, inscrite à l'inventaire supplémentaire des monuments historiques depuis 1932[102] ;
- Manoir de Bigards[103] : gentilhommière du XVIe siècle agrandie au XVIIe. Le corps de logis est à pans de bois sur un rez-de-chaussée de briques et de pierres. Chapelle intérieure avec vitraux. Jardin moderne traversé par trois bras de l'Eure où l'on peut voir les installations des tanneurs du XVIe siècle ;
- Maison à vaisselle cassée : il aura fallu des milliers d'heures à Robert Vasseur pour habiller sa maison et son jardin avec des tonnes de morceaux de vaisselle ;
- Château Saint-Hilaire, 44 avenue Henri-Dunant, inscrit à l'inventaire supplémentaire des monuments historiques depuis 2002[104] ; il bénéficie du label « Patrimoine du XXe siècle »
- Garage automobile (1932)[105], 4 place Jean-Jaurès, dû à l'architecte Maurice-Jacques Ravazé[106]; bénéficie du label « Patrimoine du XXe siècle », au même titre que le garage Citroën (Lyon) ;
- Musée de Louviers, témoin de l'architecture Troisième République (style Jules Ferry), incorporé à la mairie, la bibliothèque et une école primaire ;
- Pont de Louviers (ancien), réalisé par la société Eiffel, connu sous l'appellation « pont de Folleville »[107]. Pont routier à arche unique, son tablier est légèrement courbe. Son arche est large, régulière, et formée de plusieurs poutres parallèles. À noter une originalité : des cercles métalliques viennent combler l'écart entre l'arche et le tablier.
- Hôtel des Postes (1954), réalisé par l'architecte Pierre Chirol, un grand relief étant dû à l'artiste Raymond Delamarre[108]
- L'Exilé statue de Ludovic-Eugène Durand[109], inaugurée en 1879, sur la place Ernest-Thorel.
- Kiosque à musique Raoul-Thorel, situé dans les jardins de l'hôtel de ville, inscrit à l'inventaire supplémentaire des monuments historiques en 2020[110].

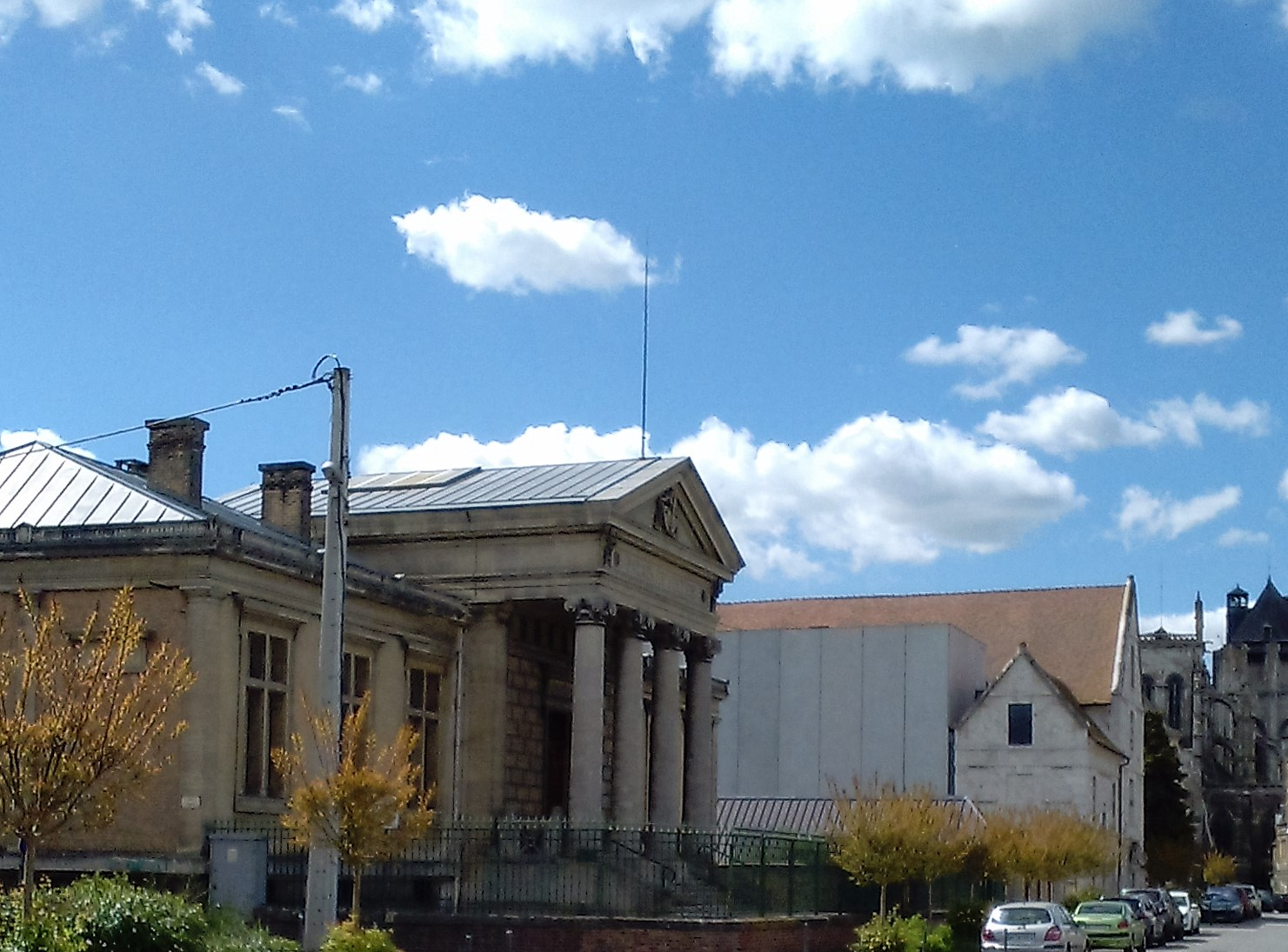
Palais de Justice. École de musique en second plan.
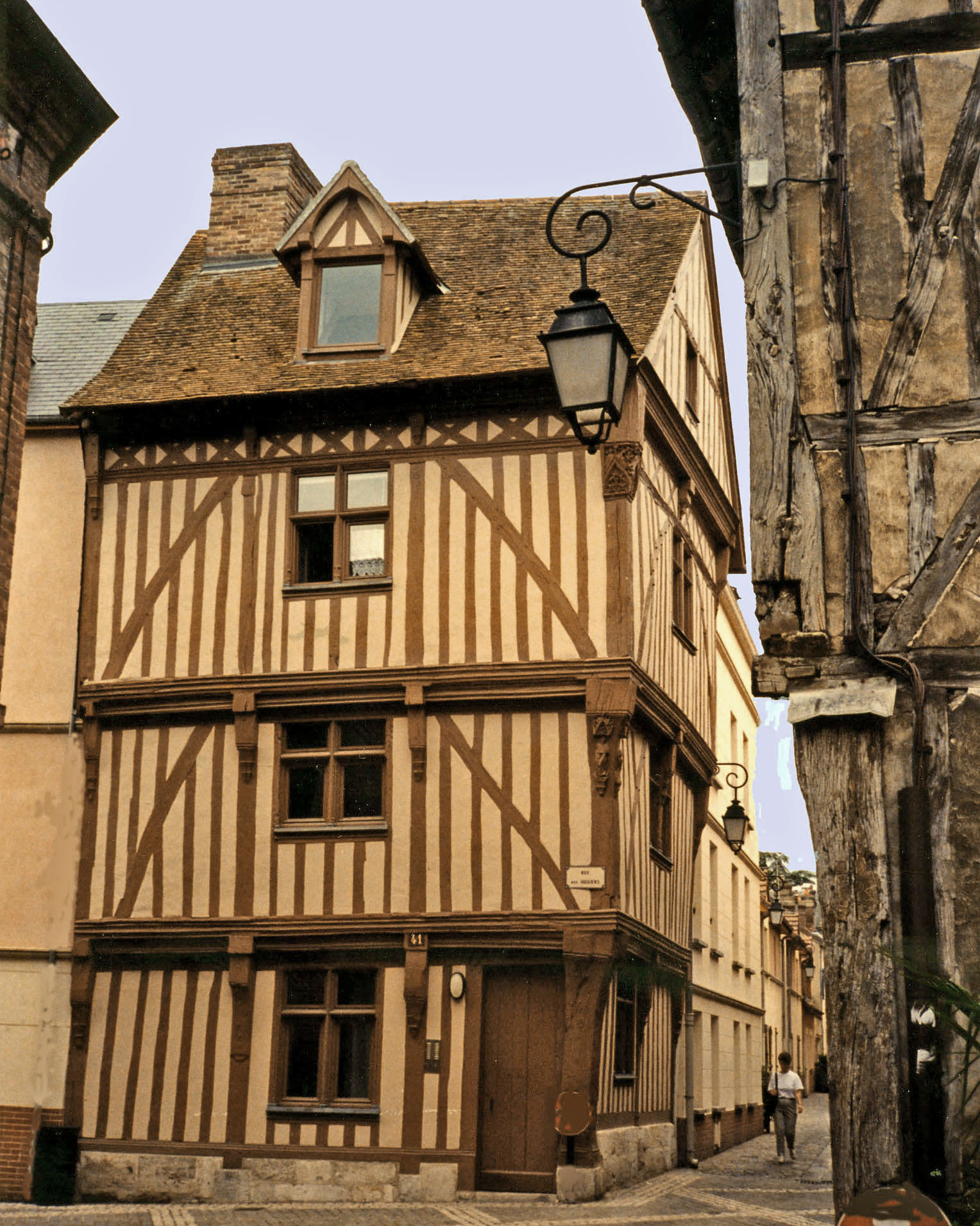
Maison du Parlement.
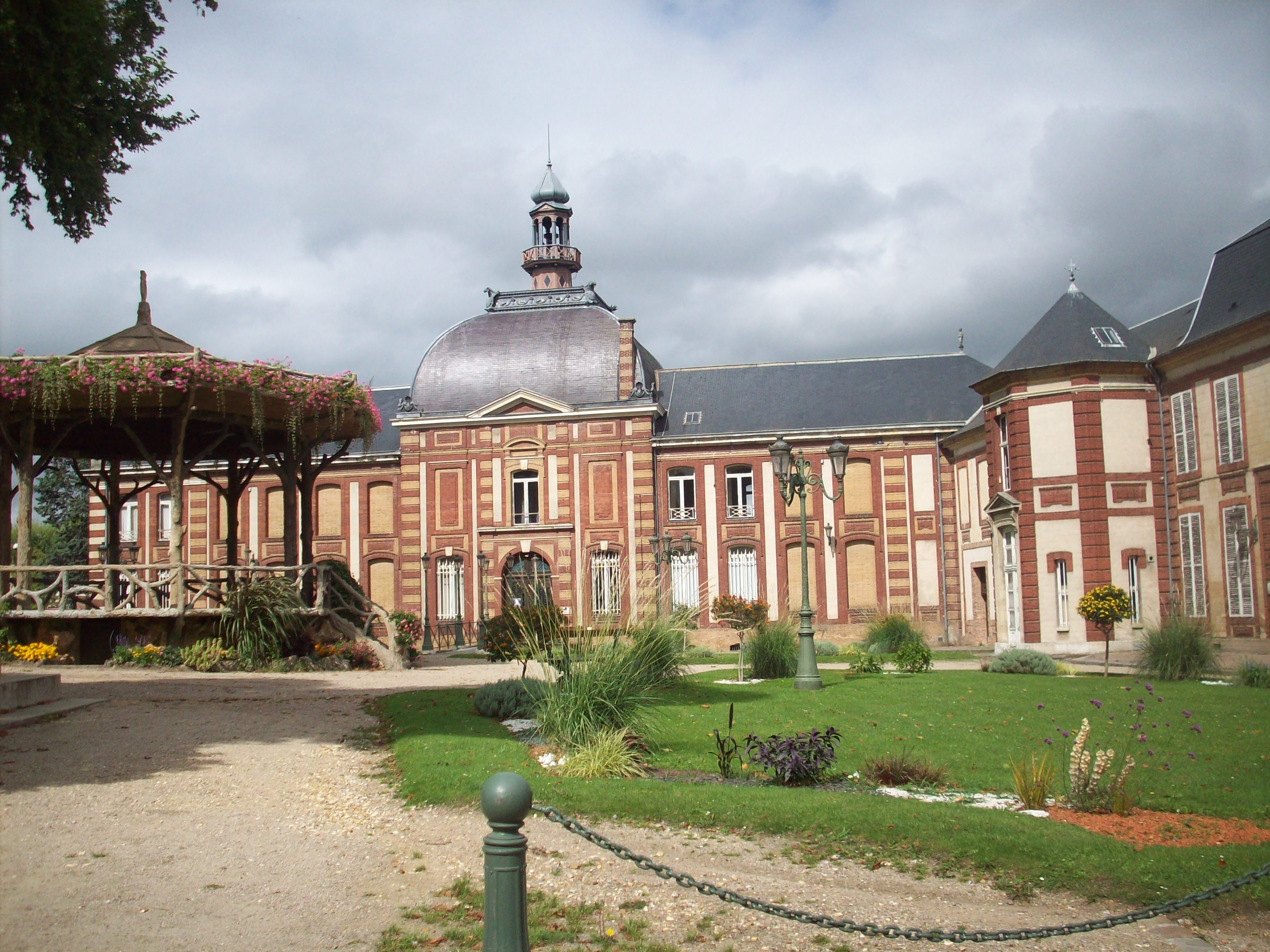
Jardin de l'hôtel de ville, au fond le Musée-Bibliothèque.
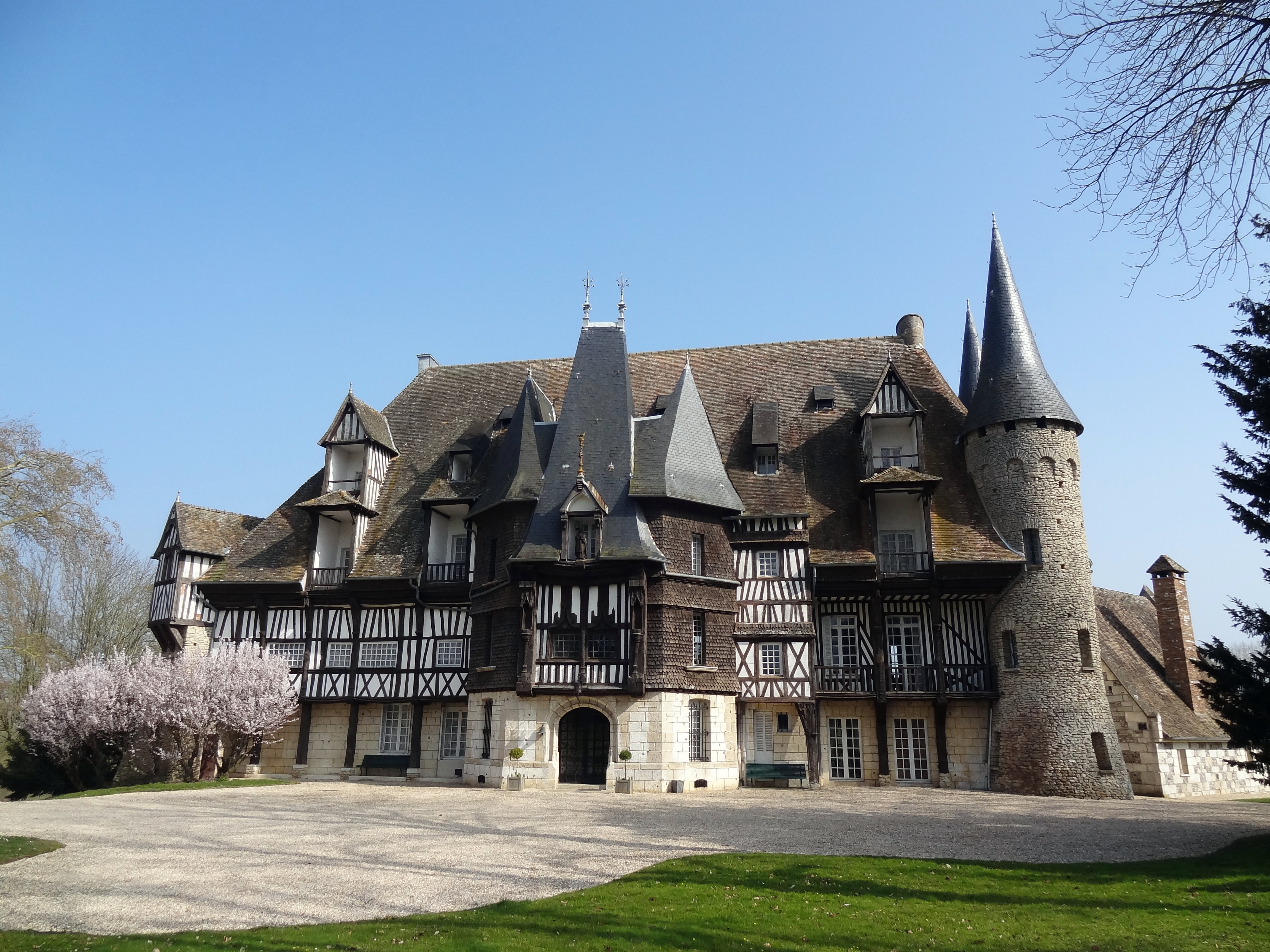
Château Saint-Hilaire.
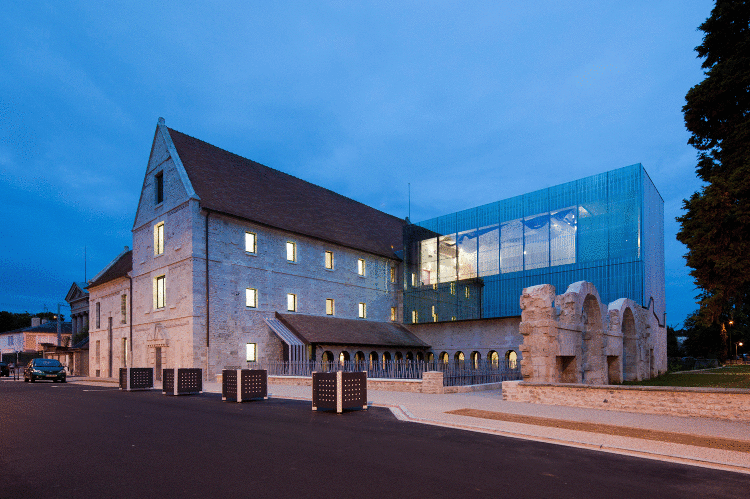
École de musique.
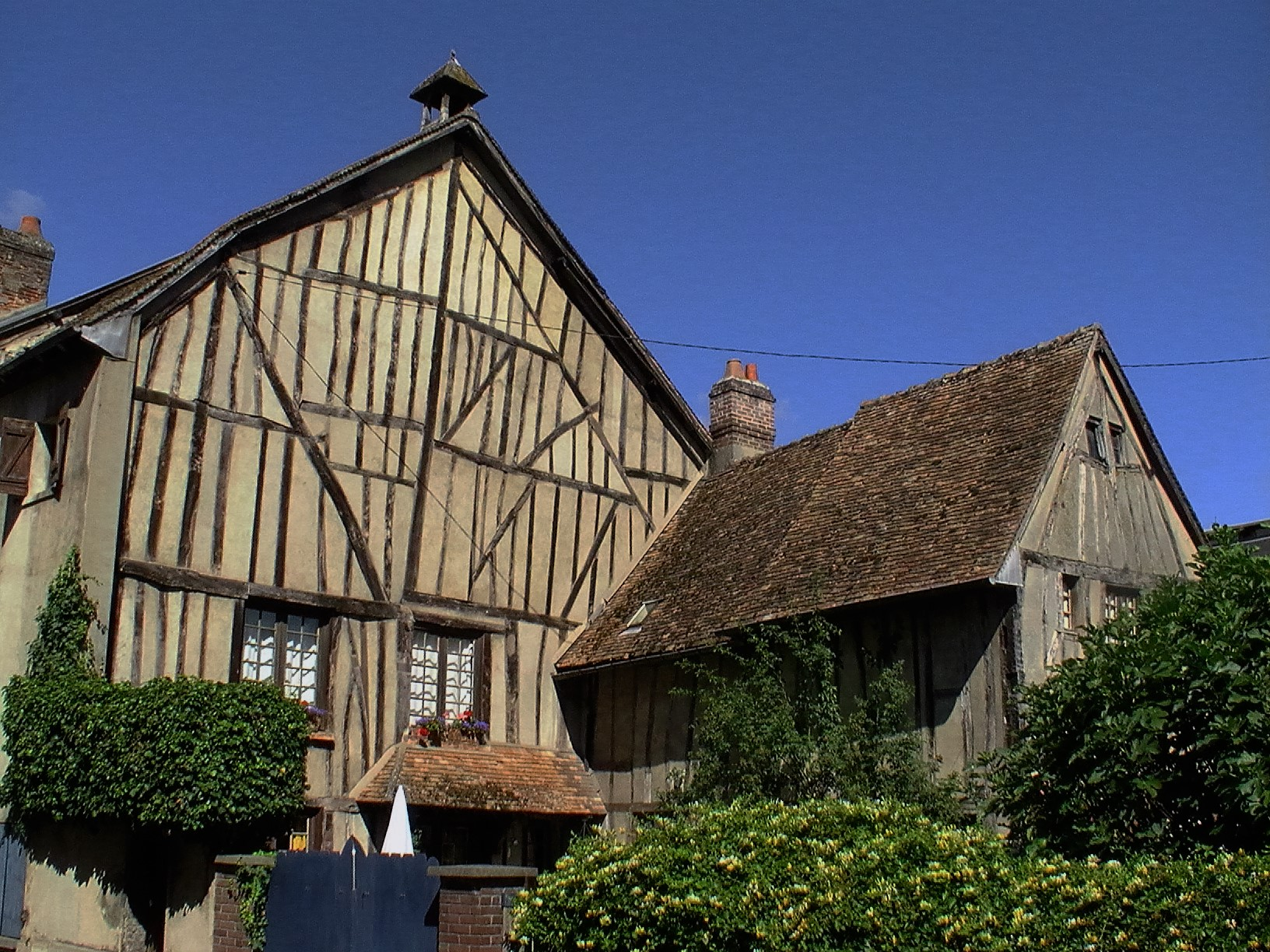
Maison à pans de bois (face à l'église Notre-Dame).

#### Patrimoine disparu
- Buste d'Ernest Thorel réalisé en bronze par Raoul Verlet, inauguré en 1908 sur la place Ernest-Thorel. Il est déposé et fondu sous le régime de Vichy, dans le cadre de la mobilisation des métaux non ferreux.

#### Patrimoine industriel
- Usine Decrétot[111], en centre-ville : première installation industrielle textile fondée vers 1780. Le site relaté dans les voyages en France d'Arthur Young fait l'objet d'une reconversion en logements au cours des années 2016-2017 ;
- Usine Jeuffrain et usine Vandevoorde qui témoignent du riche passé de l'industrie textile du drap de Louviers ;
- Moulin de Bigards[112], espace culturel municipal depuis 1978, situé rue des Anciens combattants d'Afrique-du-Nord, sur le bras de Bigars ; le site eut les destinations successives suivantes : moulin à tan au XVIIIe siècle, moulin à foulon pour le coton en l'an XIII, filature de drap Jourdain-Ribouleau en 1824 (visitée par le prince Louis-Napoléon en 1849 et reconstruite par l'architecte lovérien Charles-Amédée Lalun après un incendie en 1856), grand moulin à blé (minoterie) de la famille Lair en 1890 (actionnée par roue à aubes métallique, puis par l'électricité), usine vétérinaire en 1962 ;
- La Médiathèque Boris-Vian, ancienne usine drapière à vapeur faite de briques, de bois et de poutres métalliques. Le toit à dents de scie prouve son rôle précédent. La manufacture se compose de deux parties : la cheminée et les métiers à tisser puis le logement des ouvriers interne à l'usine afin que le patron puisse mieux gérer l'entreprise, le stock de laine et de tissus.

### Patrimoine naturel

#### Site classé
- Le cèdre du Liban situé dans la propriété du Dr Blanchet,  Site classé (1939)[113], aujourd'hui devenue Institut médico-éducatif[114], au 76 de la rue du 11-novembre-1918. Le parc attenant, dit du Moulin Vert, comporte plusieurs espèces d'arbres préservées.

### Équipements culturels et de loisirs

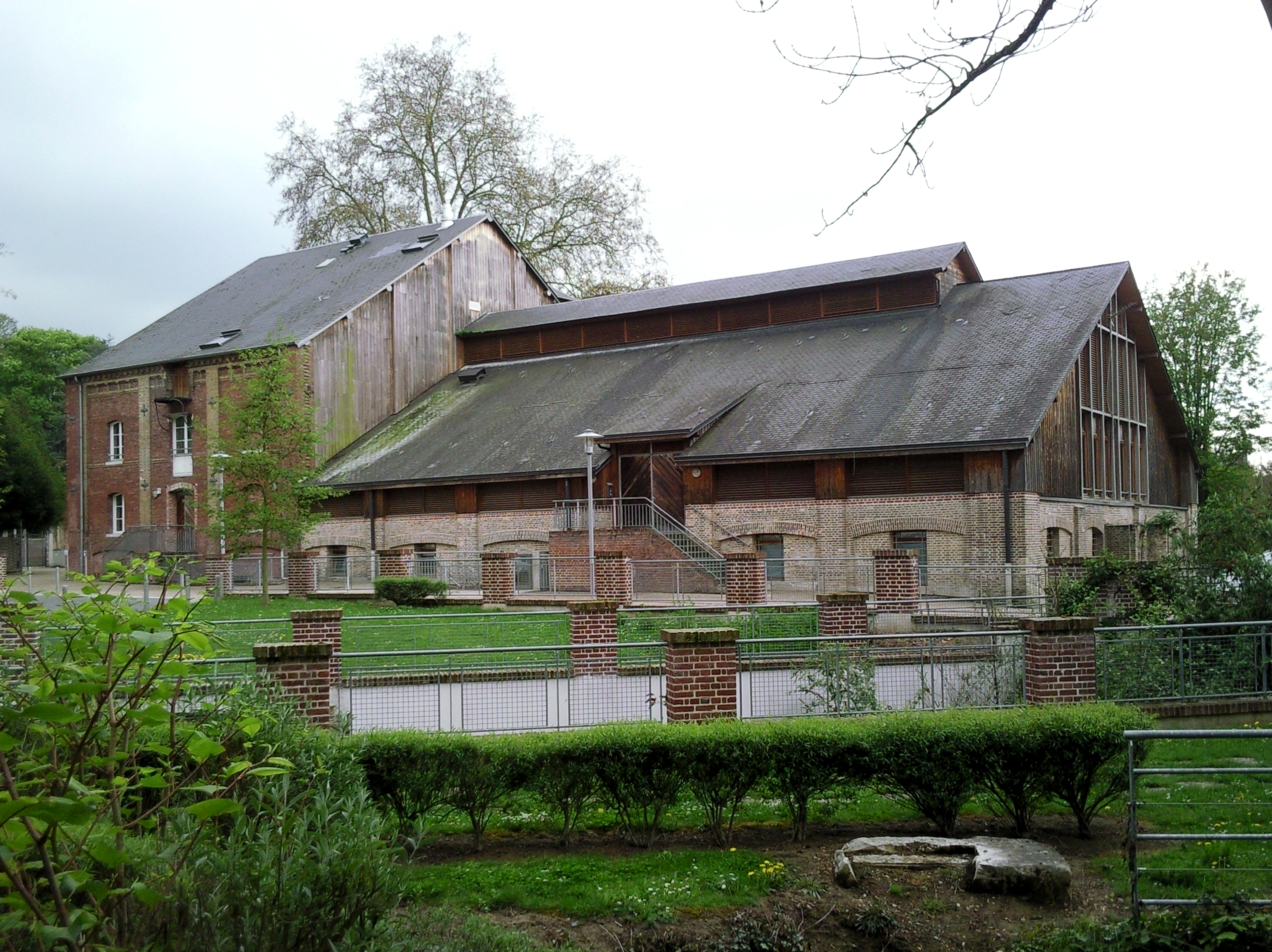
Le Moulin, centre culturel.

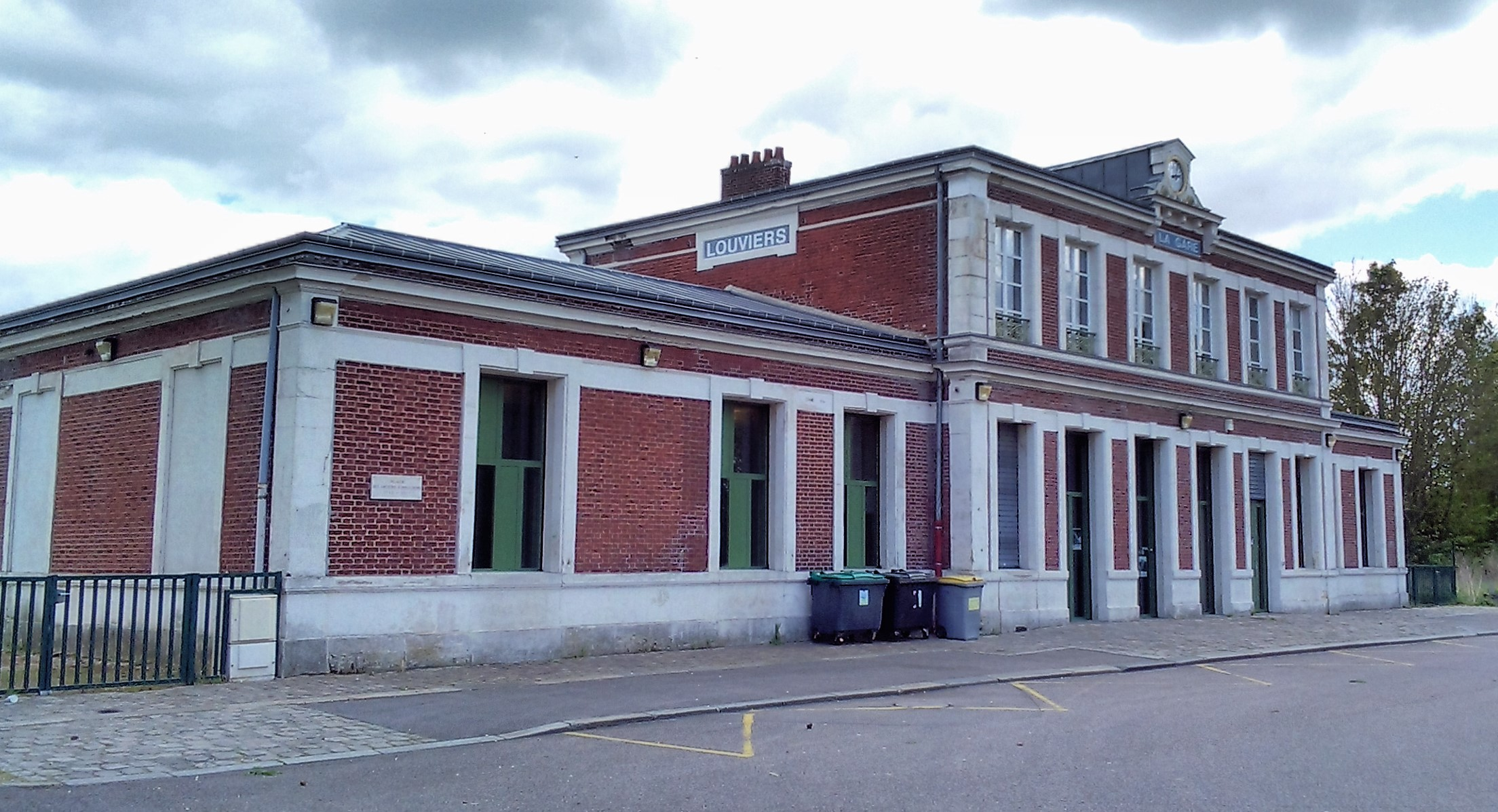
La Gare aux Musiques.

#### Musée
Le musée de Louviers est situé sur la place Ernest-Thorel.

#### Piscine
Le complexe aquatique Seine/Eure (CASEO) est situé rue du Canal. Il accueille le club de l'"Entente Natation Louviers".

#### Centres culturels
- Le Moulin[112], 4 bis, rue des Anciens-Combattants-d'Afrique-du-Nord (installée depuis 1978).
- La Scène 5, théâtre baptisé en octobre 2020.
- La Maison du Jeu, attenante au Moulin.
- La Gare aux Musiques est installée depuis 2000 dans l'ancienne gare ferroviaire de Louviers.
- Médiathèque Boris-Vian.
- École de musique et de théâtre Maurice-Duruflé (implantée au sein de l'ancien couvent des Pénitents).

#### Cinéma
Le cinéma Grand Forum, complexe de cinéma numérique offrant des images en relief, boulevard de Crosne.

#### Jardins
- Square Albert-1er, où se trouve le monument aux morts de 1792 à 1870[115] dû au sculpteur Raoul Verlet.
- Jardin public Aristide-Briand, dont le kiosque a été reconstruit en 2019.
- Jardin de Bigards, jouxtant l'hôtel du même nom du XVIIIe siècle[116] du 34 rue du Quai.
- Jardins de la Villa Calderón.

#### Activités et associations culturelles et sportives
- Centre aquatique Caséo (réalisation neuve, ouverte fin février 2014).
- Patinoire intercommunale Glacéo (réalisation neuve, ouverte en août 2019).
- Maison des sports et des associations Thomas Pesquet (réalisation neuve, ouverte en septembre 2019).
- Le Kolysé, 22 avenue François-Mitterrand ; l'établissement comporte aussi un bowling.

### Personnalités liées à la commune
- Guillaume de Bigars (seigneur du fief de la Salle-du-Bois, détenant les îles du Bassin de Bigards et du Bassin de la Villette) participe à la Première croisade aux côtés de son suzerain Robert II de Normandie, duc de Normandie.
- Louis de Bigars[117], pendant la guerre de Cent Ans reprend la ville aux Anglais en 1440, fait d'armes honoré par le roi Charles VII de France à l'occasion de l'octroi d'une charte datée de Lusignan en mars 1441.
- Maître Guillaume (XVIIe), bouffon des roi Henri IV puis Louis XIII, né à Louviers.
- Mathurin Le Picard, curé d'Acquigny, puis du Mesnil-Jourdain, mort en 1641.
- Jean Nicolle (1604 - 1650), peintre né et mort dans la ville.
- Jean-Baptiste Gauthier (Louviers 1685 - Gaillon 1755), théologien[118].
- Jacques-Désiré Laval, prêtre de Pinterville et bienheureux de l'Église catholique, allait trouver son confesseur, l’abbé Talon, à Louviers.
- Nicolas-Michel Linant (Louviers 14 août 1709 - Paris 17 décembre 1749), poète. Éditeur scientifique de Voltaire (La Henriade, par exemple). Auteur des Progrès de l'éloquence sous le règne de Louis le Grand (1739).
- Pierre Nicolas Le Chéron d'Incarville, (Louviers, 21 août 1706 — Pékin, 12 juin 1757), jésuite et botaniste.
- Jean-Baptiste Decrétot (1743-1817), industriel et homme politique né à Louviers, député aux Etats Généraux de 1789.
- François Michel Claude Benoît Le Camus de Néville, (Louviers, 21 mars 1750 — Paris, 15 décembre 1813) directeur de la Librairie, intendant, conseiller d'Etat.
- Jean-Baptiste Guillaume Langlois (1758-1834), homme politique, député de l'Eure.
- le maréchal Davout qui, après la défaite napoléonienne à l'issue de la bataille Waterloo, fut contraint de demeurer quelques mois à l'hôtel de Graveron.
- Alfred de Jancigny, sous-préfet pendant le Second Empire.
- Jacques-Philippe Renout, peintre (1804-1867), actif à Louviers.
- Paul Jeuffrain (5 mars 1809 Tours - 1896), photographe et industriel français.
- Jules Ozenne (1809-1889), homme politique, ministre de l'Agriculture et du Commerce.
- Jacques François Édouard Hervieux (né à Louviers, le 4 septembre 1818), médecin élu membre de l'Académie de médecine le 10 juin 1873.
- André Prétavoine (1822 - 1896), né à Louviers, homme politique, maire en 1855.
- Gustave Bertinot (1822-1888), graveur, né dans cette ville.
- Jules Thorel (1842-1906), natif de la commune, député de l'Eure.
- Roger-Joseph Jourdain (1845-1918), natif de Louviers, peintre (élève d’Alexandre Cabanel), reçut la médaille d'argent à l'exposition universelle de 1889
- Marguerite Jourdain (1850-1930), née à Louviers, future Marguerite de Saint-Marceaux, hôtesse d'un salon musical parisien.
- Raoul Verlet, sculpteur (monument aux soldats morts pour la patrie, 1907).
- Georges Marrane (1888-1976), né à Louviers, homme politique.
- Maurice Duruflé (1906-1986), natif de Louviers, compositeur et organiste.
- Lucette Bousquet (1906-2005), native de Louviers, juste parmi les nations pour avoir sauvé des enfants juifs pendant l'Occupation.
- Pierre Mendès France (1907-1982), homme d'État, président du Conseil, maire en 1954.
- Marcel Peltier (1926-1998), né à Louviers, artiste peintre et lithographe.
- Pierre-Gérard Langlois (1940-1994), artiste peintre, vécut à Louviers.
- François Loncle, ancien député PS.
- Olivier Besancenot, homme politique né le 18 avril 1974, a passé sa jeunesse à Louviers.
- Joris Bert (né à Louviers en 1987), joueur de baseball pour les Huskies de Rouen.
- Michel Bussi (né à Louviers en 1965), écrivain et politologue français, citoyen d'honneur de Louviers.
- Usul (né à Louviers en 1985), vidéaste Web français[119].
- Philippe Brun, député (PS) dans la 4e circonscription de l'Eure et conseiller municipal de Louviers, y a passé sa jeunesse[120].
- AmineMaTue (né à Louviers en 1993), vidéaste et streamer.

### Jumelages

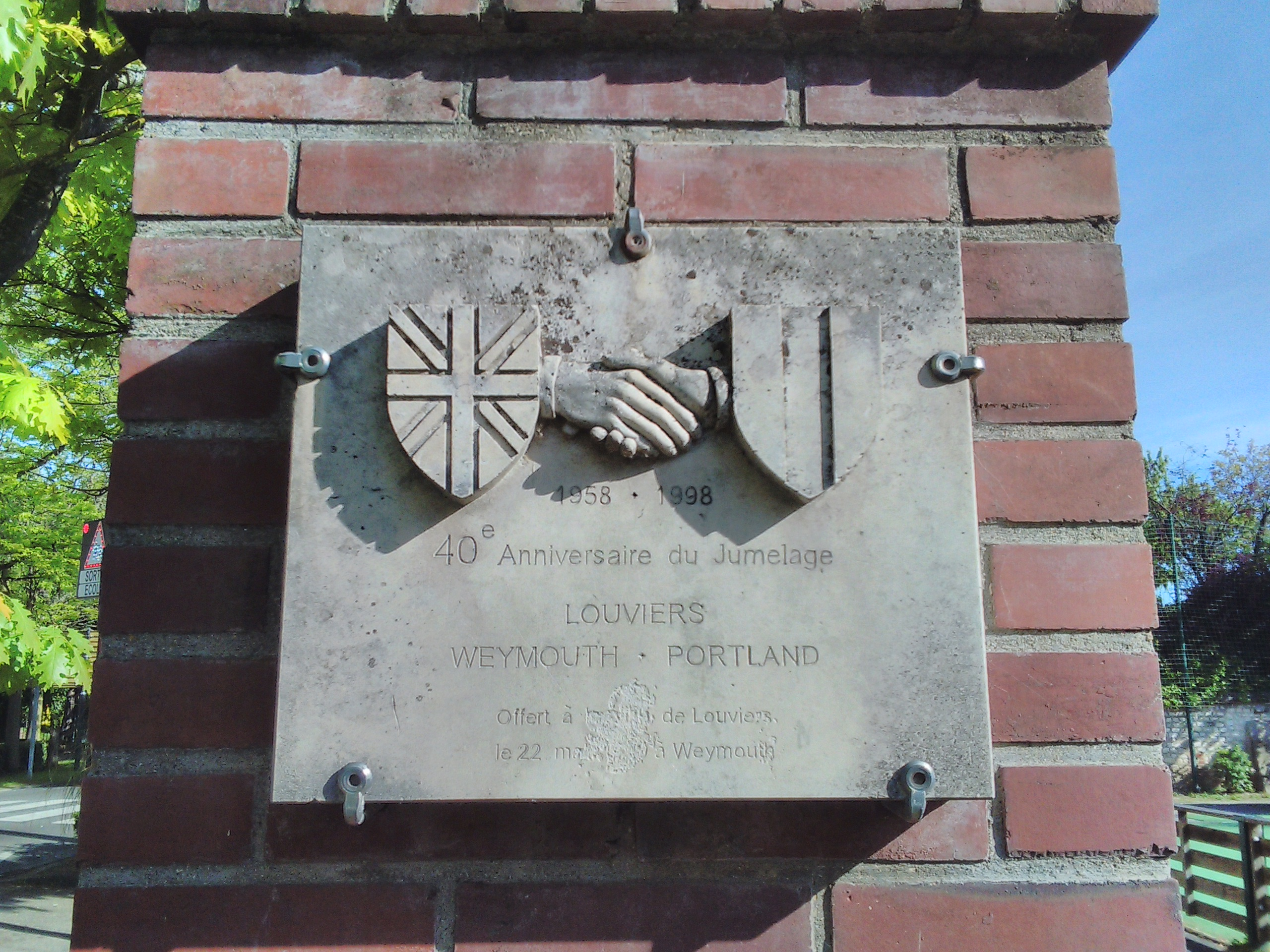
Plaque commémorative à Louviers, rue Jules-Ferry.

- San Vito dei Normanni (Italie) : une partie de l'ancienne rue Auguste-Fromentin porte le nom de cette commune ;
- Weymouth-Portland (Angleterre) ;
- Holzwickede (Allemagne).

### Héraldique
|  | Les armes de la ville de Louviers se blasonnent ainsi : - Parti, au 1) d'azur à une lettre L majuscule fleuronnée d'argent enfilée dans une couronne ducale d'or, au 2) aussi d'azur à un lion d'or et à la bordure cousue de gueules chargée de douze besants d'argent - Remarques : - Ces armes datent du XIVe siècle. Elles ont pour origine un signet que l'archevêque de Rouen et comte de Louviers, Philippe d'Alençon, neveu de Philippe VI, accorda en 1368 aux drapiers pour marquer leurs marchandises, afin d'aider au relèvement de la ville. Ce signet reproduisait les armes de la maison d'Alençon, à bordure de gueules chargées de besants d'argent. - Le Grand Larousse encyclopédique (1962) donne un blasonnement équivalent, mais avec seulement huit besants d'argent. - Malte-Brun, dans la France illustrée (1882) donne un très différent : D'azur, à deux loups passant l'un sur l'autre de sable, au chef d'azur chargé de trois fleurs de lis d'or. Bien que plus « parlant » (Louvier=voie des loups), ce blason est douteux : les loups étant de sable sur azur (émail sur émail, contraire à la règle de contrariété des couleurs). |